# Peintres primitifs niçois
 (novembre 2022).
Si vous disposez d'ouvrages ou d'articles de référence ou si vous connaissez des sites web de qualité traitant du thème abordé ici, merci de compléter l'article en donnant les références utiles à sa vérifiabilité et en les liant à la section « Notes et références ».
Les peintres primitifs niçois sont les peintres originaires du Pays niçois, territoire successivement dominé par les comtes de Provence et par les ducs de Savoie à partir de 1388, ou du Piémont ayant exercé leur art dans le comté de Nice ou dans le Piémont proche, territoires qui faisaient partie, au XVe siècle et XVIe siècle, des États de Savoie.
On ne peut pas parler d'école de peinture niçoise car en dehors de la famille Bréa, il n'y a pas eu d'enseignement. Luc Thévenon suggère d'ailleurs de désigner l'ensemble de ces peintres plutôt comme primitifs des Alpes méridionales. Cette école est à la jonction entre la fin de la peinture gothique et le début de la peinture Renaissance. Cette période des peintres primitifs niçois culmine entre 1480 et 1520. La seconde moitié du XVIe siècle a été une période de « véritable vide artistique ».

## Éléments d'histoire

### Des comtes de Provence aux ducs de Savoie
Le pays niçois entre dans l'histoire avec la succession de la comtesse de Provence, Jeanne Ire de Naples. Celle-ci désigne en 1372 comme héritier son cousin Charles de Duras. L'affaire de la succession se complique à la suite de deux évènements :
- l'assassinat d'André de Hongrie, premier mari de Jeanne de Naples dont on l'accuse d'être l'instigatrice ;
- l'élection de deux papes en 1378, Urbain VI, pape à Rome, et Clément VII, antipape à Avignon, début du grand schisme d'Occident.

Urbain VI a l'appui de Charles de Duras dans son conflit avec Clément VII. Jeanne de Naples appuie Clément VII. Urbain VI déclare Jeanne de Naples rebelle à l'église et à la vraie foi. Il déchoit Jeanne de Naples de son royaume de Naples et le transmet à Charles de Duras. Jeanne de Naples change alors d'avis et choisit un autre cousin comme héritier, Louis d'Anjou, fils du roi de France Jean II le Bon, en 1380. Louis d'Anjou cherche un appui auprès du comte de Savoie Amédée VI et signe avec lui un traité de mutuelle assistance à Lyon le 19 février 1381. D'après l'historien de Nice Caïs, « le duc d'Anjou s'engageait à mettre mille lances sous les ordres du comte qui en ajouterait dix-huit cents ou deux mille ; d'autre part le duc cède ses droits sur le Piémont ». Charles de Duras se fait couronner roi de Naples le 2 juin 1381 et réussit à s'emparer du Château-Neuf de Naples où se trouve Jeanne de Naples. Prisonnière de Charles de Duras, celui-ci la fait tuer en 1382. Louis d'Anjou est couronné roi de Naples à Avignon et part reconquérir son royaume, mais il meurt en 1384.
Dans cette opposition entre les deux héritiers possibles, il va en résulter en Provence le conflit de l'Union d'Aix. Charles de Duras est assassiné en Hongrie le 25 février 1386, laissant un fils de dix ans, Ladislas, pour lui succéder. Après la mort de Charles de Duras, les villes de Provence qui le soutenaient se rallient à la famille d'Anjou. Il en est de même pour la plupart des familles aristocratiques de la Provence orientale. Balthazar de Spinola, sénéchal de Provence pour Charles de Duras, se rallie aux Anjou. Seule l'oligarchie de Nice et la famille des Grimaldi de Bueil continuent à s'opposer aux Anjou. Les Grimaldi de Beuil vont jouer un rôle important pour profiter de cette division pour accroître son indépendance. La délégation qu'ils envoient auprès de Ladislas et de la régente Marguerite ne reçoit que l'autorisation de se choisir un nouveau défenseur.
En 1382, le comte de Savoie devient maître de la ville de Coni située au pied du col de Tende côté piémontais. Après réunion du conseil de la ville de Nice, Jean Grimaldi de Bueil impose comme protecteur de cette partie de la Provence le comte de Savoie Amédée VII. Il envoie son frère Louis pour négocier avec le maréchal de Savoie après avoir signé le 2 avril 1388 un acte notarié dans lequel il reconnaît Amédée VII comme son suzerain. L'accord est trouvé le 2 août 1388. Jean Grimaldi, baron de Bueil, et son frère Louis Grimaldi, seigneur de Massoins, se reconnaissent sujets du comte de Savoie pour toutes leurs possessions et aussi pour Nice qui fait partie de l'accord. La dédition de Nice à la Savoie est une charte signée le 28 septembre 1388 entre Nice et le comte de Savoie. Le 1er octobre 1388 Amédée VII fait son entrée dans Nice. L'accord prévoit que pendant trois ans le comte est le maître du territoire et si au bout de ce temps le roi de Naples n'a pas remboursé sa dette de 164 000 florins d'or, il doit céder ses droits sur Nice qui reconnaît le comte comme souverain. C'est le 12 novembre 1391 que les syndics de la ville rendent hommage au représentant du comte. La noblesse de la Provence orientale a dû quitter la région au moment de son ralliement à Louis II d'Anjou. C'est le 5 octobre 1419 que Yolande d'Aragon accepte de signer un traité par lequel elle reconnaît au comte de Savoie tous les droits sur le Pays niçois, lequel est par la suite officiellement désigné sous le nom de Terres neuves de Provence puis de comté de Nice. C'est en 1418 que le comte de Savoie Amédée VIII hérite de la principauté de Piémont. En 1416 l'empereur Sigismond donne à Amédée VIII le titre de duc de Savoie.

### Restauration des routes commerciales
La souveraineté des comtes de Savoie sur les Terres neuves de Provence leur donne un accès à la mer Méditerranée. La paix retrouvée va permettre de restaurer les routes commerciales et en particulier les routes du sel. Ces routes étaient anciennes. Le sel était important pour l'agriculture et les usages domestiques. Il était une source de revenus importants par les taxes qui étaient prélevées dessus. Henri Mouton, dans La route du sel dans les Alpes-Maritimes signale que cette route est parcourue en 1334 par 3 150 mulets portant chacun entre 135 et 140 kilogrammes de sel pour le transporter des ports ou des salines se trouvant en bord de mer, entre le Var et le vallon de Magnan, vers l'intérieur des terres. Par exemple un accord passé en 1290 entre le comte de Provence Charles II et la commune de Coni prévoyait que la commune se fournisse en sel à la gabelle de Nice. Ce sel devait aussi venir des salines d'Hyères par les ports de Nice, de Villefranche-sur-Mer ou de Gênes. La première route utilisait la voie construite par les Romains entre Vintimille et Tende par la vallée de la Roya. Les comtes de Provence vont entretenir cette voie qui va passer par la Bévéra et par Sospel, le col de Tende jusqu'à Borgo San Dalmazzo puis Coni.
Mais après la dédition de Nice, Vintimille est reprise par les Génois, et les comtes de Tende prétendent ne dépendre que du comte de Provence. Ce commerce est alors à la merci des comtes de Tende et dans l'article 19 de la dédition il était écrit : « le comte s'engage à chasser de leurs domaines, par voie de conquête ou d'échange, les comtes de Vintimille, seigneurs de Tende et La Brigue, afin d'assurer la liberté de communication entre Nice et le Piémont ». Cette liberté de circulation par le col de Tende a été difficile à assurer. La route part alors de Nice pour aller vers Sospel par L'Escarène, le col de Braus, puis Saorge et Tende par le col de Brouis. En 1407, le comte de Tende Pierre Balbe II Lascaris ferme le col au passage des marchandises. Une route est aménagée partant de Nice évitant Tende, par Drap, l'Escarène, Lucéram, le col Saint-Roch, le col de Porte, Lantosque, Roquebillière, Saint-Martin-Vésubie puis le col de Fenestre ou le col de Cerise et Coni.
En 1426, La Brigue reconnaît l'autorité du duc de Savoie. Une route peut alors être aménagé évitant Tende en passant par La Brigue. À la suite de plaintes de passeurs de sel, le comte de Savoie envoie en 1433 Paganino Del Pozzo avec la mission de réparer et compléter le réseau routier de la région. Il aménage à ses frais en six ans une autre route, la route Pagarine, reliant Nice à Coni et Saint-Martin-Vésubie, par Tourrette-Levens, Levens, le Cros d'Utelle et la vallée de la Vésubie. Paganino Del Pozzo était un bourgeois de Coni et fermier de la gabelle de Nice en 1430. Il avait obtenu en 1436 des lettres patentes de Louis Ier de Savoie pour aménager cette voie à ses frais moyennant un péage. Cependant l'altitude du col de Fenestre limite les passages en hiver. Le 24 janvier 1454 un accord est signé entre le duc de Savoie et les comtes de Tende ainsi que les syndics de Sospel, Breil et Saorge concernant les passages des Alpes. Les difficultés de la route par Tende par la vallée de la Roya se sont achevées quand le duc de Savoie a pris possession du comté de Tende en 1581 après six années de négociations (commencées le 7 février 1575 par Renée d'Urfé). La route par Saint-Martin-Vésubie va être fermée en 1590 à la suite d'une épidémie de peste amenée par les marchands venant de Provence.
Une troisième route commerciale remonte la rive gauche du Var qui est devenu une frontière avec la Provence qui ne fait partie du royaume de France qu'en 1481. La remontée du Var est bloquée par le défilé du Chaudan, aussi la route remonte l'Estéron vers Gilette, Tourette-Revest, Toudon, Ascros, col Saint-Raphaël, Puget-Théniers, La Croix-sur-Roudoule, le col de Roua, Guillaumes et Entraunes. Par cette route on peut atteindre Colmars par le col des Champs et Barcelonnette par le col de la Cayolle.
La route de la Tinée est celle qui permet de rejoindre Barcelonnette. Barcelonnette avait été fondée par le comte de Provence Raymond Béranger V en 1231 et avait été prise par le comte de Savoie en 1388, revenue à la Provence en 1390 puis reprise par le comte de Savoie en 1417 et regagnée par le comte de Provence René d'Anjou en 1471 puis reprise par le duc de Savoie. Cette route part de Nice, passe par Le Cros-d'Utelle par Levens, puis rejoint la vallée de la Tinée par Utelle, La Tour, Clans et Marie où le chemin remonte la Tinée par Saint-Sauveur-sur-Tinée, Isola et Saint-Étienne-de-Tinée. Elle franchit le col de la Bonette pour aller à Barcelonnette. Une variante de cette route va de Saint-Martin-Vésubie à Saint-Sauveur-sur-Tinée par le col Saint-Martin, Valdeblore et Rimplas.
Par ailleurs, une route relie Nice à Avignon en passant par Grasse, Draguignan, Brignoles et Aix-en-Provence. Le développement des activités commerciales va entraîner la demande de création d'un tribunal spécial créé en 1448 et chargé de régler les litiges commerciaux et maritimes. C'est le long de ces routes qu'on trouve le plus grand nombre de chapelles peintes.

### Guerres d'Italie et affrontements entre la France et l'Empire
Si le duc de Savoie a réussi à construire un état important sur les deux versants des Alpes, il va se trouver placé entre le royaume de France et les différentes principautés et royaumes situées en Italie convoités par le roi de France.
Charles VIII veut faire valoir ses droits sur le royaume de Naples en 1494, c'est la première guerre d'Italie.

L'affrontement entre François Ier et Charles Quint va avoir des répercussions sur le comté de Nice. Pendant la sixième guerre d'Italie, une bataille navale a lieu en rade de Villefranche en 1524 qui voit la défaite de la flotte française. L'armée impériale commandée par Charles de Bourbon passe près de Nice pour envahir la Provence.

En 1535, après la mort de sa mère Louise de Savoie, François Ier investit la Savoie et le Piémont. Le duc de Savoie envoie sa famille se réfugier à Nice. En juin 1538, sous la pression du pape Paul III, Charles Quint et François Ier signent la trêve de Nice pour dix ans.

Cette trêve n'a pas duré, et en 1543, Les troupes françaises font le siège de Nice avec l'aide de la flotte ottomane.
C'est avec la signature du traité de Cateau-Cambrésis, le 3 avril 1559, que la paix revient avec la restitution par la France de la Savoie au duc de Savoie. Le duc de Savoie est à Nice en 1559. Il profite de son passage pour commencer les négociations de achat du comté de Tende qui sont terminées au bout de six années, en 1581. Il fait de même pour la principauté d'Oneille qu'il acquiert de Jean Jérôme Doria le 28 mai 1576 en lui donnant les seigneuries de Cirié et de Cavallermaggiore en Piémont. En 1586 le duc acheta les fiefs des Lascaris. Le duc de Savoie s'empara du comté de Beuil qui appartenait aux Grimaldi de Bueil en 1621.

### Influence des calamités
La peste noire de 1348 avait tué près de la moitié de la population en Provence orientale entraînant l'abandon de villages entiers.

La peste va alors faire des apparitions à de nombreuses reprises dans le Comté en semant la terreur. Il y eut des épidémies de peste :
- en 1437, la peste se déclare dans les cantonnements des soldats à Monaco et de là se répand dans les Terres Neuves de Provence, puis en Provence. Les trois-quarts de la population de Nice meurt,
- en 1467, qui fit 7 000 victimes à Nice,
- en 1490, elle frappe à La Turbie, elle est encore présente en 1494,
- en 1497, que l'on a surnommé la moria dans la région de Nice. Le gouverneur de Nice René de Tende, appelle les Juifs expulsés de Rhodes pour repeupler Nice et rétablir le commerce. Ils s'installent en 1502,
- depuis 1521, la peste rôde autour de Nice et par précaution les Impériaux évitent la ville en 1524 quand ils envahissent la Provence,
- en 1529, elle est à Menton et dans les environs,
- en 1544 et 1550, à Nice où elle fait 3 500 victimes, 1580 et en 1631,
- la peste de 1720 qui arrive à Marseille puis en Provence et fait 85 000 victimes[5],[6].

Pour éviter la propagation de la maladie, les villes non atteintes se barricadent, les morts sont enterrés dans des cimetières spéciaux, les pestiers par les pénitents. Le clergé prêche que Dieu envoie le mal pour les punir de leurs péchés.

La variole fait plus de victimes et ceux qui en réchappent restent marqués pour la vie. Cependant la variole ne semble pas inspirer la même peur.
En l'absence de connaissances médicales sur les origines de la maladie, les hommes devront lutter contre elle par des mesures d'exclusion et s'en remettre à des processions et des actions de grâce. Des chapelles dédiées à des saints protecteurs sont construites à l'entrée des villages pour les garder des maladies.
La vie est essentiellement agricole. Le monde paysan est donc à la merci des calamités provoquées par des phénomènes météorologiques - sécheresses ou crues, des séismes ou l'action de parasites détruisant les cultures.
Il y a eu un tremblement de terre en 1348, un séisme destructeur à Roquebillière et Lantosque le 23 juin 1494, celui du 20 avril 1556 causant près de 150 morts à La Bollène, puis le 20 juillet 1564 en ruinant Roquebillière, Lantosque, Venanson, Saint-Martin-Vésubie avec plus de 300 morts. Le séisme du 31 décembre 1612 a été le plus violent survenu en France pendant le dernier millénaire.

## Les commanditaires
Dans la plupart des cas les commanditaires sont des groupes, des communes, des confréries de pénitents ou de métiers, ou des couvents. Quand un donateur est nommé dans des contrats parce qu'il a payé les frais de l'exécution, il n'est le plus souvent que le représentant de sa communauté, syndic ou curé.
Cette origine populaire des commandes des peintures des chapelles rurales qu'on trouve le long des routes commerciales qui parcourent les montagnes ou à l'abord des villages fait qu'elles doivent d'abord répondre aux attentes spirituelles des commanditaires. Les peintres n'ont pas alors pour but de réaliser des œuvres d'art.

## Les thèmes
Destinées aux communautés villageoises ou aux marchands circulant sur les routes commerciales, les peintures murales des chapelles ou des églises paroissiales abordent des thèmes populaires qui enseignent la bonne vie que doit mener tout chrétien pour aller au Paradis et montrer l'Enfer auquel conduit la mauvaise vie. La vie des saints montrent l'exemple, on les prie pour protéger des maladies et des calamités naturelles.
L'usage des images dans l'Église et leur but avait fait l'objet d'une longue bataille entre iconoclastes et tenant de la présence des images dans les églises. La doctrine de l'Église catholique avait été précisée dès l'an 600 dans deux lettres du pape Grégoire le Grand à l'évêque de Marseille Serenus dans lesquelles Grégoire le Grand fixe trois rôles aux images :
- instruire les illettrés,
- fixer la mémoire de l’histoire sainte,
- susciter un sentiment de componction chez les fidèles.

Mais l'évêque doit enseigner que les images ne sauraient être adorées.
Ces œuvres belles dans leur simplicité répondent aux interrogations d'un monde essentiellement agricole du XVe siècle et dont François Villon donne un aperçu quand il parle de sa mère dans La Ballade pour prier Notre-Dame (vers 1460) :
Femme je suis pauvrette et ancienne,
Qui riens ne sais; oncques lettre ne lus.
Au moustier vois, dont suis paroisienne,
Paradis peint, où sont harpes et luths,
Et un enfer où damnés sont boullus;
L'un me fait peur, l'autre joie et liesse.
La joie avoir me fait, haute Déesse,
À qui pêcheurs doivent tous recourir,
Comblés de foi, sans feinte paresse :
En cette foi je veux vivre et mourir.

### La Vierge Marie
Les différents thèmes représentant la vie de la Vierge seule sont : 
- l'Annonciation, retables de Lieuche, Villars-sur-Var, La Brigue et Taggia,
- l'Immaculée conception, retable de Sospel,
- l'Assomption, retables de La Brigue et de Roure,
- la Vierge du Rosaire, retable de Saint-Martin-d'Entraunes,
- la Vierge de miséricorde, retable de la chapelle des Pénitents Noirs à Nice, et de Taggia

### La Vierge Marie et le Christ
On retrouve plusieurs thèmes représentant la Vierge et son Fils :
- la Nativité, retable de La Brigue
- la Vierge à l'Enfant, retable aux Arcs, à La Brigue, à Montegrazie, à Six-Fours,
- la Pietà, au monastère de Cimiez à Nice, à l'église Saint-Augustin de Nice, à la cathédrale de Monaco, à Sospel, à Taggia,
- la Vierge de miséricorde avec le Christ, à la chapelle des Pénitents Noirs de Nice,
- la Vierge du Rosaire, à Biot, à la cathédrale d'Antibes, à Briançonnet et à Taggia.

### Le Christ

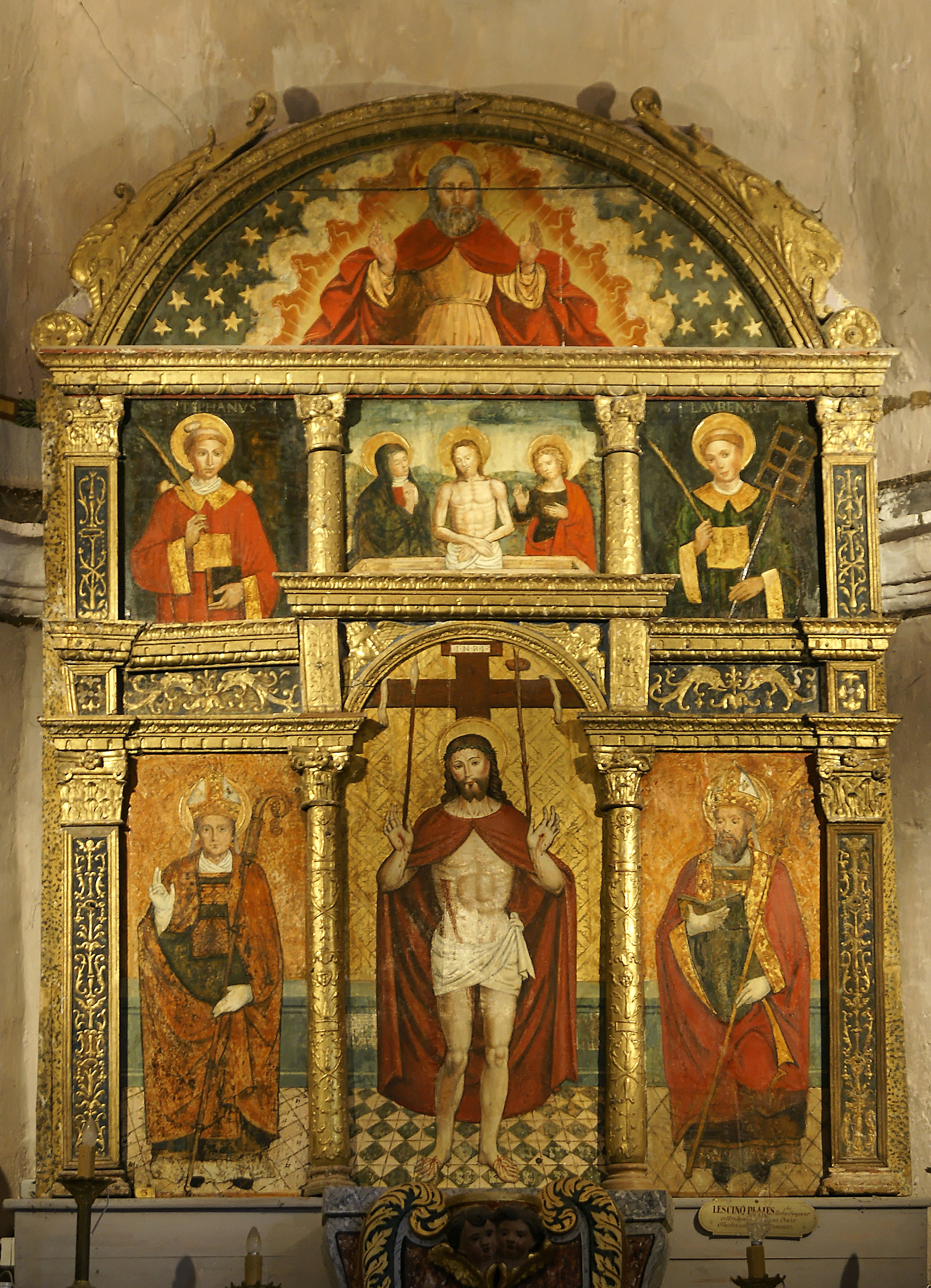
Le Christ aux cinq plaies à Châteauneuf-d'Entraunes

Plusieurs peintures représente des moments de la vie du Christ :
- le Baptême du Christ, retable au musée Chéret de Nice et à Taggia
- la Crucifixion, au monastère de Cimiez à Nice,
- le Christ aux Cinq plaies, à Biot et à Châteauneuf-d'Entraunes
- la Déposition de la Croix, au monastère de Cimiez à Nice,
- la Mise au tombeau, Villars-sur-Var.

### Les saints protecteurs et guérisseurs
- Saint Antoine guérit le « mal des ardents »,
- Saint Blaise est invoqué contre les rages de dents,
- Saint Denis libérait des possessions démoniques,
- Saint Érige guérissait de la lèpre et était invoqué contre la peste,
- Saint Laurent calmait les affections cutanées,
- Sainte Catherine luttait contre les maux de tête,
- Sainte Lucie guérissait les maux des yeux,
- Sainte Marguerite protégeait les femmes enceintes et ceux qui souffraient des reins,
- Sainte Pétronille guérissait les fiévreux,

mais les deux saints pour lesquels les communautés ont construit le plus de chapelles sont saint Sébastien et saint Roch qu’on invoquait contre la peste montrant la crainte que cette maladie provoquait à l’époque.

### Les saints contre les calamités naturelles
- Saint Bernard de Menthon gardait les cols alpins,
- Saint Christophe qui est prié pendant les orages et les tempêtes et qui préservait d'une mort subite,
- Saint Grat d'Aoste était invoquait par les paysans  contre les intempéries et pour la protection de leurs cultures des parasites,
- Saint Honorat chassait les serpents,
- Sainte Brigitte de Suède protégeait de la foudre et de l'incendie,
- Sainte Catherine arrêtait la foudre,
- Sainte Hélène arrêtait la sécheresse.

### La bonne vie et la mauvaise vie
Les thèmes moraux et les conséquences de sa conduite sur terre se retrouvent repris avec les peintures murales des chapelles :
- les sept péchés capitaux, à la chapelle Sainte-Claire de Venanson
- les sept vertus, comprenant les vertus cardinales et le vertus théologales, à Venanson, au sanctuaire Notre-Dame-des-Grâces à Montegrazie,
- la bonne et la mauvaise prière, à Venanson
- le jugement dernier, et les conséquences des bonnes et des mauvaises actions, à la chapelle la chapelle Notre-Dame-des-Fontaines à La Brigue, et à la chapelle des Pénitents blancs de La Tour, à Pigna
- les représentations de la vie des saints.

## Chronologie

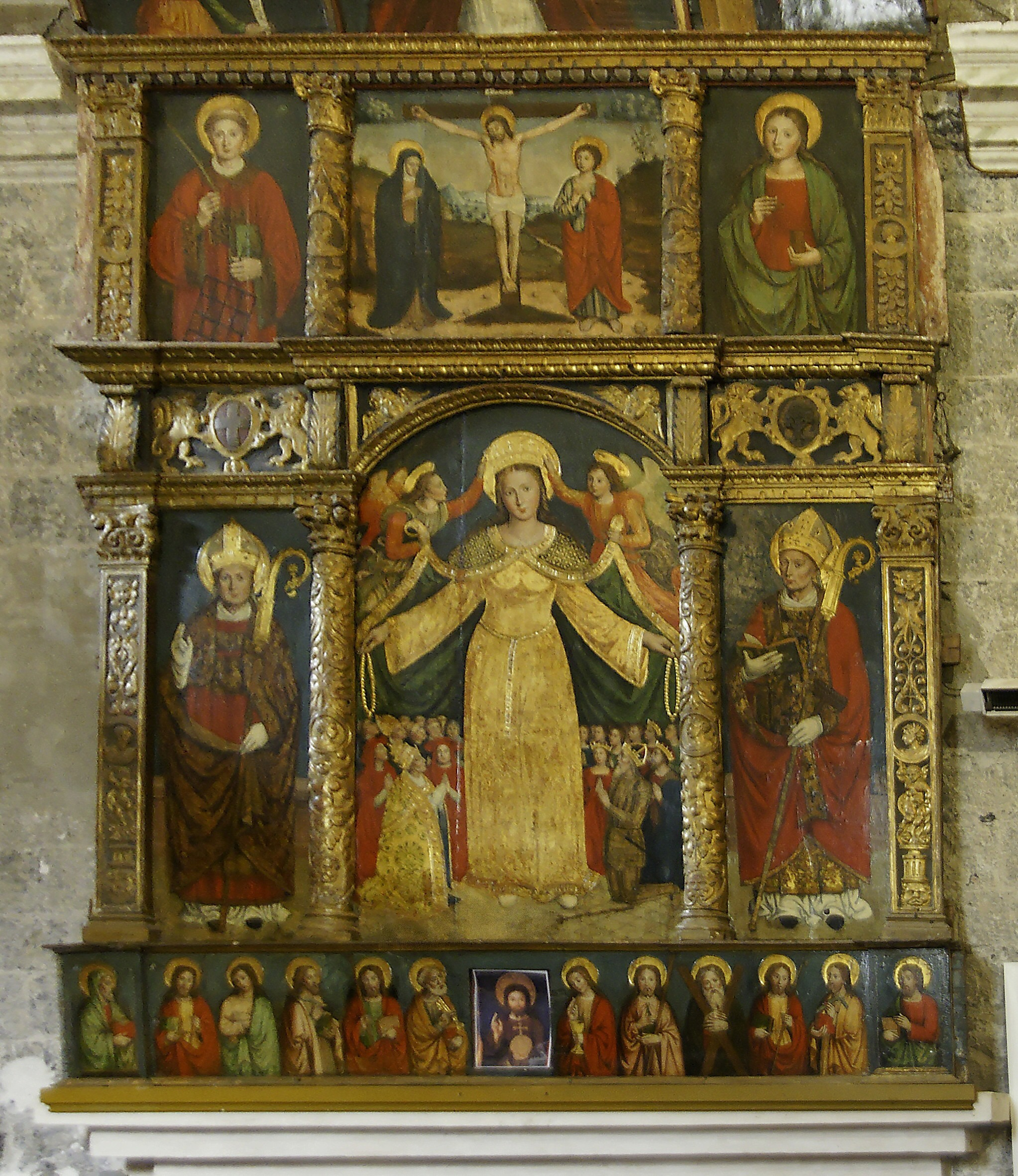
Retable de la Vierge du Rosaire à Saint-Martin-d'Entraunes

Cette chronologie reprend les dates données dans le livre de Marguerite Roques et reprises dans le livre de Germaine-Pierre Leclerc sur les Chapelles peintes du pays niçois.

Les attributions de certaines œuvres et leurs dates de création ont pu être authentifiées grâce à des actes notariés passés entre les donateurs et les peintres ou à des inscriptions sur les peintures.
- Vers 1430 - Retable de la Vierge de Miséricorde[9] de la chapelle de la Miséricorde des pénitents Noirs à Nice, par Jean Miralhet
- 1451 - Chapelle Saint-Érige[10] d'Auron, par un anonyme appelé le maître d'Auron,
- Seconde moitié du XVe siècle - Chapelle Notre-Dame-d'Entrevignes de Sigale, premières peintures par un anonyme
- 1475 - Pietà de l'église du monastère de Cimiez à Nice[11], de Louis Bréa
- 1480 - Église de la Madone del Poggio à Saorge, attribution à Giovanni Baleison
- 1480 - Chapelle Notre-Dame-de-Bon-Cœur[12] à 2 km au nord-ouest de Lucéram, de Giovanni Baleison
- 1480 - Chapelle Saint-Grat[13] à 1 km au sud de Lucéram, de Giovanni Baleison
- 1480 - Retable de saint Antoine de Padoue dans l'église Sainte-Marguerite-d'Antioche[14] à Lucéram, attribué à Giovanni Canavesio
- 1481 - Chapelle Saint-Sébastien de Venanson, de Giovanni Baleison Visite virtuelle
- 1485 - Panneau de la Vierge de Miséricorde[15] de la chapelle de la Miséricorde des pénitents Noirs à Nice, de Louis Bréa
- 1485-1490 - Chapelle Saint-Sébastien[16] à Saint-Étienne-de-Tinée, de Giovanni Baleison et Giovanni Canavesio
- 1490 - Chapelle des pénitents Blancs à Peillon, de Giovanni Canavesio
- 1491 - Chapelle Saint-Antoine de Clans[17], par un anonyme appelé le maître de Clans Visite virtuelle
- 1491 - Chapelle des pénitents Blancs[18] à La Tour, par les peintres niçois Currand Bravesi et Guirard Nadal
- 1491 - Chapelle Sainte-Élisabeth de Vence, de Giacomo Canavesi
- 1492 - Chapelle Notre-Dame-des-Fontaines[19],[20] La Brigue, de Giovanni Canavesio et Giovanni Baleison Visite virtuelle
- 1499 - Retable de l'Annonciation dans l'église Notre-Dame-de-la-Nativité de Lieuche, de Louis Bréa
- Premier quart du XVIe siècle - Chapelle Saint-Sébastien de Coaraze[21], par un anonyme appelé le maître de Coaraze
- 1500 - Piétà de l'église Saint-Augustin-et-Saint-Martin à Nice attribué à Louis Bréa
- 1500 - Retable de sainte Marguerite dans l'église Sainte-Marguerite-d'Antioche à Lucéram, de Louis Bréa
- Premier quart du XVIe siècle - Chapelle Notre-Dame-de-Protection à Cagnes-sur-Mer, de Andrea de Cella
- 1510 - Chapelle Saints-Sébastien-et-Bernard[22] de Roure, de Andrea de Cella Visite virtuelle
- 1510 - Retable de l'Adoration de l'Enfant dans la collégiale Saint-Martin à La Brigue, par Louis Bréa
- 1510 - Retable de saint Bernard de Menthon dans l'église Sainte-Marguerite-d'Antioche à Lucéram, attribué à Antoine Bréa
- 1510 - Fragment de retable de saint Pierre et saint Paul dans l'église Sainte-Marguerite-d'Antioche à Lucéram, dû à un artiste anonyme
- 1512 - Retable de la Crucifixion du monastère de Cimiez à Nice, de Louis Bréa
- 1513 - Chapelle Saint-Sébastien[23] à Roubion, par un anonyme appelé le maître de Roubion
- 1515 - Chapelle Saint-Sébastien de Clans, peinte par Andrea de Cella
- 1515 - Retable de la Déposition de la Croix du monastère de Cimiez à Nice, de Antoine Bréa
- 1516 - Chapelle Saint-Sébastien d'Entraunes, de Andrea de Cella
- 1517 - Retable de l'église Saint-Benoît à Bonson, de Antoine Bréa
- 1524 - Retable du Précurseur de l'église Saint Jean-Baptiste à Villars-sur-Var, attribué Antoine Ronzen
- 1525 - Retable Notre-Dame-de-Bon-Secours à l'église Notre-Dame-de-l'Assomption a Puget-Théniers, de Antoine Ronzen
- 1531-1534 - Chapelle Notre-Dame-del-Bosco à La Roquette-sur-Var, de Andrea de Cella
- 1536 - Chapelle Notre-Dame-d'Entrevignes de Sigale[24], seconde série de peintures comprenant l'Assomption et le Couronnement de la Vierge par un anonyme
- 1550 - Chapelle Saint-Maur à 2 km de Saint-Étienne-de-Tinée, de Andrea de Cella
- Vers 1550 - La Vierge à l'Enfant de l'église Saint-Barthélemy à Nice, de François Bréa
- Après 1550 - Polyptyque des Cinq plaies du Christ dans l'église Saint-Nicolas de Châteauneuf-d'Entraunes, par François Bréa
- 1555 - Polyptyque de la Vierge du Rosaire dans l'église Saint-Martin de Saint-Martin-d'Entraunes, de François Bréa
- 1560 - Retable de saint Laurent dans l'église Sainte-Marguerite-d'Antioche à Lucéram, attribué à François Bréa

## Les peintres primitifs niçois

### Jean Miralhet
Jean Miralhet ou Miralheti, est né à Montpellier, mais la famille est originaire de Nice. Sa seule œuvre connue est le "Retable de la Vierge de Miséricorde" datée vers 1425, qui se trouve dans la chapelle de la Miséricorde de Nice, qui appartient toujours à l'Archiconfrérie des pénitents Noirs de Nice. Ce tableau qui montre l'influence catalane sur l'art du peintre, a dû être exécuté après la décision de la confrérie de construire un oratoire près de la chapelle Sainte Réparate et la fin de son édification.

La tradition attribue à Louis Bréa la restauration du visage de la Vierge et des Saints Côme et Damien.
Il aurait pu être attiré à Nice par des parents occupant des charges militaires dans le Comté, Antoine Miralhet à Sospel (1404-1418), Rolet Miralhet à La Turbie et Saorge (1404-1406). Il est resté à Nice jusqu'en 1432, date à laquelle il obtient la citoyenneté de Marseille. Il peint cette année une Annonciation entre sainte Catherine et saint Antoine pour la cathédrale de la Major de Marseille. En 1437, il réalise la bannière de la Trinité pour la confrérie des Tisserands d'Aix-en-Provence. Le 2 juillet 1440, il accepte la commande d'un retable de la Vierge Mère passée par le marchand toulonnais H. de Gardanne. Le prêtre Jean-Dominique lui passe la commande, le 17 décembre 1443, de panneaux représentant les saintes Agathe, Catherine et Lucie pour l'église Saint-Jacques de Marseille. La quittance qu'il reçoit pour ce travail le 18 juillet 1444 est la dernière mention d'une de ses œuvre.
Il est mort avant octobre 1457.

### Antonio Monregalese
Peintre originaire de Mondovi. Il a d'abord été appelé Antonio da Montregale.
- en 1435, peintures murales de chapelle de la Madona della Montata(it), à Molini di Triora.

Attribution :
- vers 1475, peintures du chevet de la chapelle Santa Croce, à Piazza, vieille ville de Mondovi
- 2e quart du XVe siècle, peintures murales de la chapelle San Bernardino delle Forche, à Borgo-Ferrone, quartier de Mondovi.

### Giovani Mazzucco
Peintre piémontais dans le style des peintres de la région de monregalese.
Vers 1490, peintures murales représentant une vie de la Vierge, dans la chapelle Santa Maria di Castro Murato, à Morozzo.
Attribution :
- Vers 1472, peintures murales de l'église Santa Maria della Pieve, à Breolungi Mondovi.
- Vers 1480, pseudo triptyque représentant la Vierge à l'Enfant, dans la chapelle Saint-Antoine-Ermite, à San Michele Mondovi.
- Vers 1480, Christ de Passion entre deux anges et Vierge à l'Enfant, dans la chapelle Saint-Roch, à Cigliè.
- Vers 1492, peintures de la chapelle San Bernardino, à Castelletto Stura

### Jacques Durandi

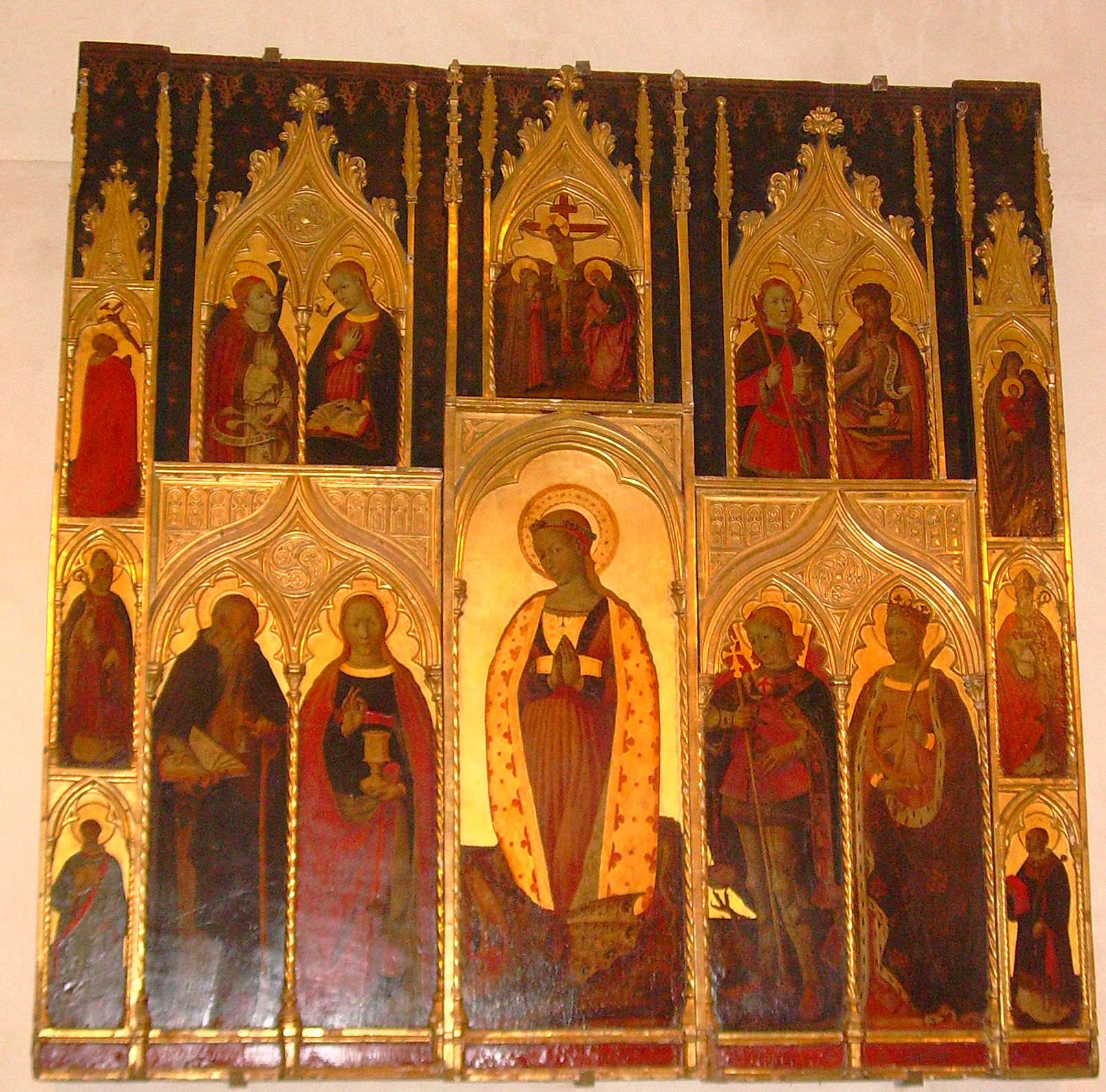
Polyptyque de sainte Marguerite de la cathédrale Saint-Léonce de Fréjus

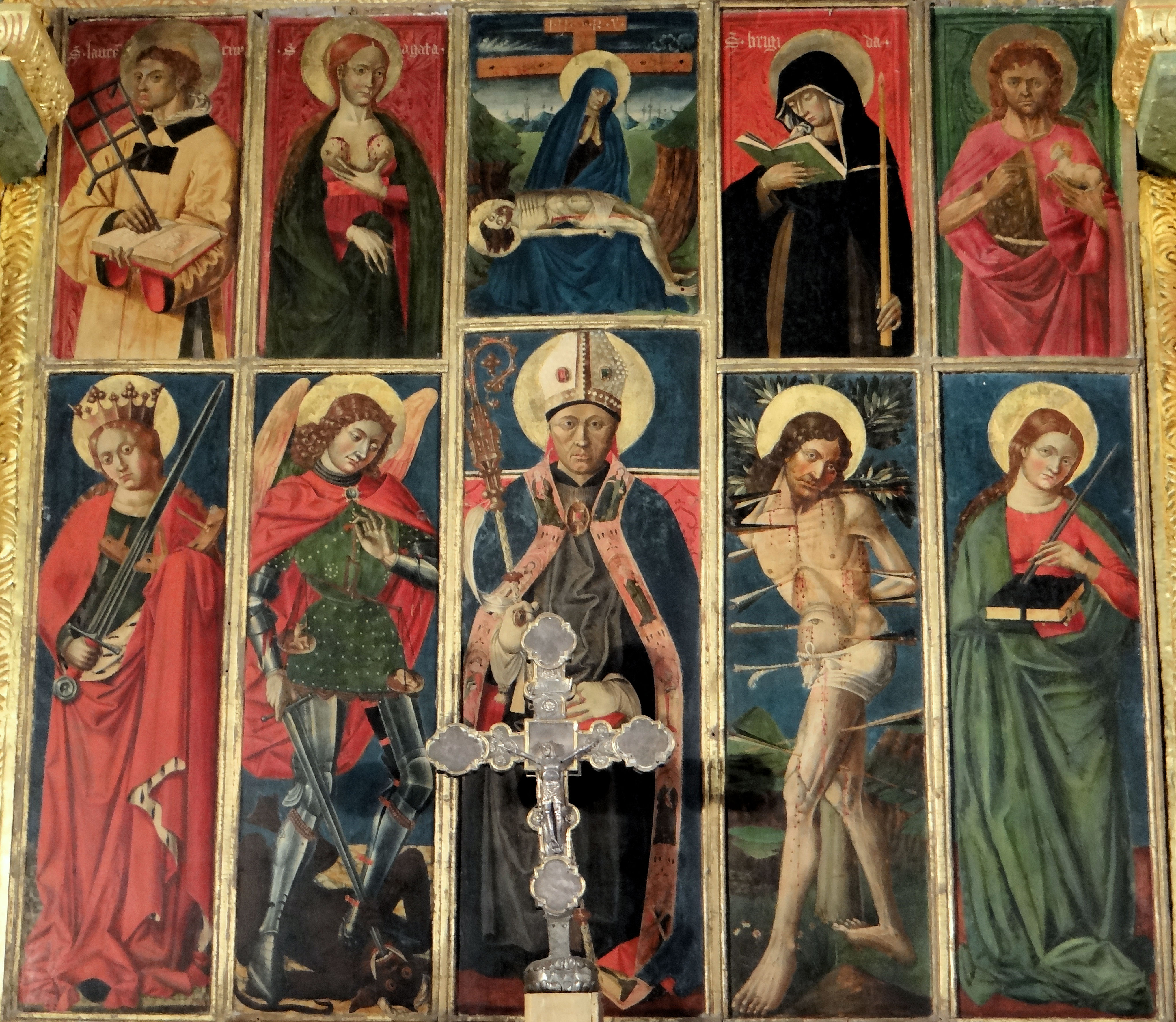
Retable de saint Benoît dans l'église de Bonson

Jacques Durandi est un peintre né à Nice vers 1410, mort à Nice vers 1469.

Il a travaillé avec son frère Christophe. Ses voyages lui ont permis de rencontrer de nombreux artistes provençaux et avignonnais. C'est un contemporain de Jean Miralhet.
On trouve sa trace grâce à plusieurs œuvres :
- en 1450, on le trouve à Marseille, puis à Six-Fours
- vers 1450, le polyptyque de sainte Marguerite, seule œuvre signée de Durandi, se trouvant à la cathédrale de Fréjus
- en 1454, Pierre Garnier lui commande un retable pour l'abbaye de Lérins. Il rencontre à l'abbaye des peintres dont Jaumet d'Avignon
- en 1461, à la demande du gouverneur de Nice, il peint avec son frère Christophe les armes du duc de Savoie sur la poupe de la galère "Saint-Maurice"
- en 1465, il peint une "Assomption" pour les pénitents Bleus de Nice. Ce retable a disparu.

Des documents citent plusieurs œuvres de Jacques Durandi ayant disparu :
- un retable dédié à saint Honorat pour la cathédrale de Sisteron,
- un polyptyque de la Sainte Croix,
- un polyptyque dédié à saint Honorat pour l'abbaye de Lérins,
- un polyptyque de saint Jean Baptiste pour l'église de Lucéram[30] dont un panneau vendu par le conseil de fabrique à l'antiquaire Bernardin Bertino se trouve au musée Masséna de Nice, peinte vers 1460. Deux autres œuvres qui lui sont attribuées se trouvent au musée Masséna : retable de saint Michel avec saint Maur et Jacques le Majeur (vers 1460), panneau du baptême du Christ avec saint Jean-Baptiste (vers 1465)

On lui attribue certaines œuvres :
- le polyptyque de la Vierge à l'Enfant avec divers saints dans l'église paroissiale de Bouyon
- le polyptyque de saint Benoît dans l'église de Bonson, vers 1455

### Christophe Durandi
Originaire de Nice,, frère de Jacques Durandi avec lequel il a souvent travaillé. Après la mort de son frère il a achevé ses œuvres comme le montre un document daté du 18 avril 1469 dons lequel il s'engage de terminer le retable dédié à saint Sébastien commandé à feu JacquesDurandi, peintre à Nice.

Des documents permettent de le situer à Nice en 1461 et à Aix-en-Provence en 1471.

### La famille Brea

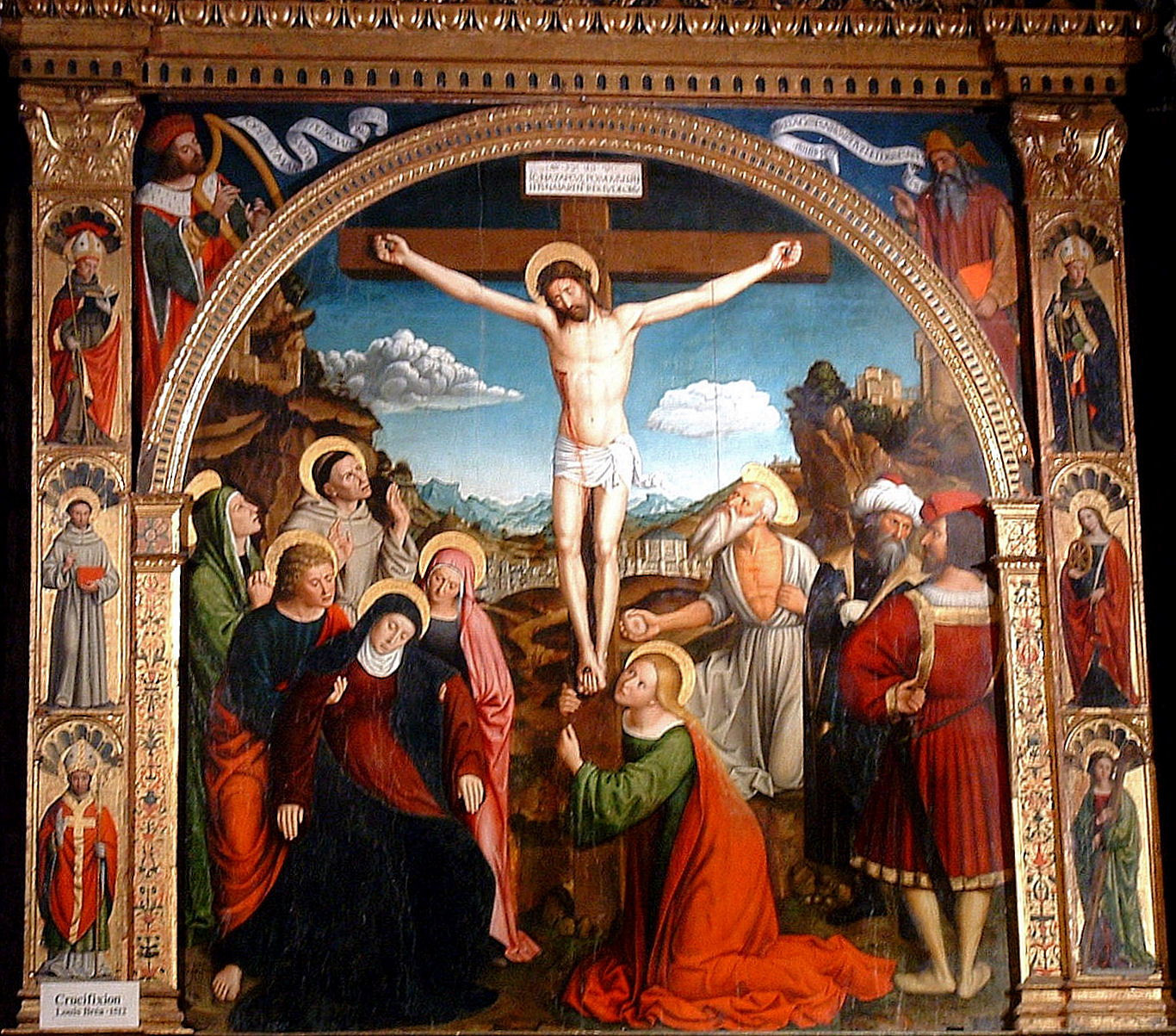
Crucifixion du monastère de Cimiez

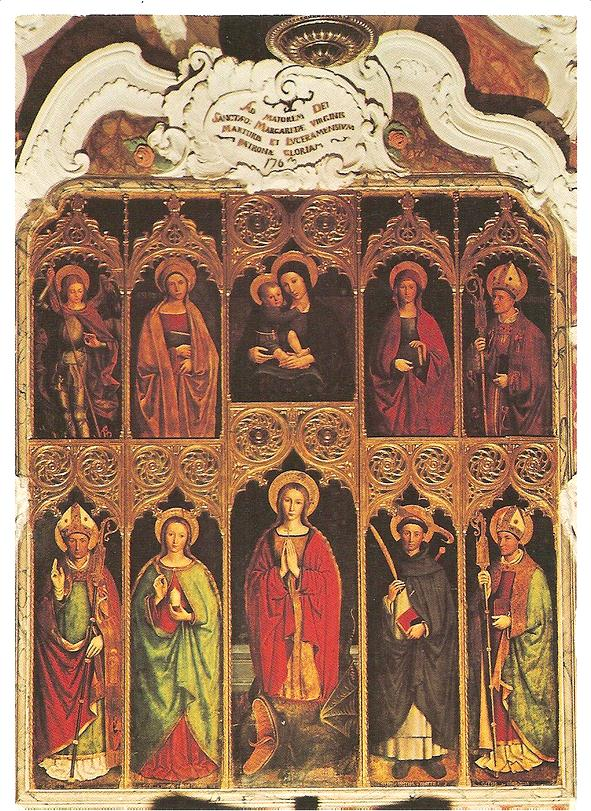
Retable de Sainte-Marguerite (1505), à Lucéram

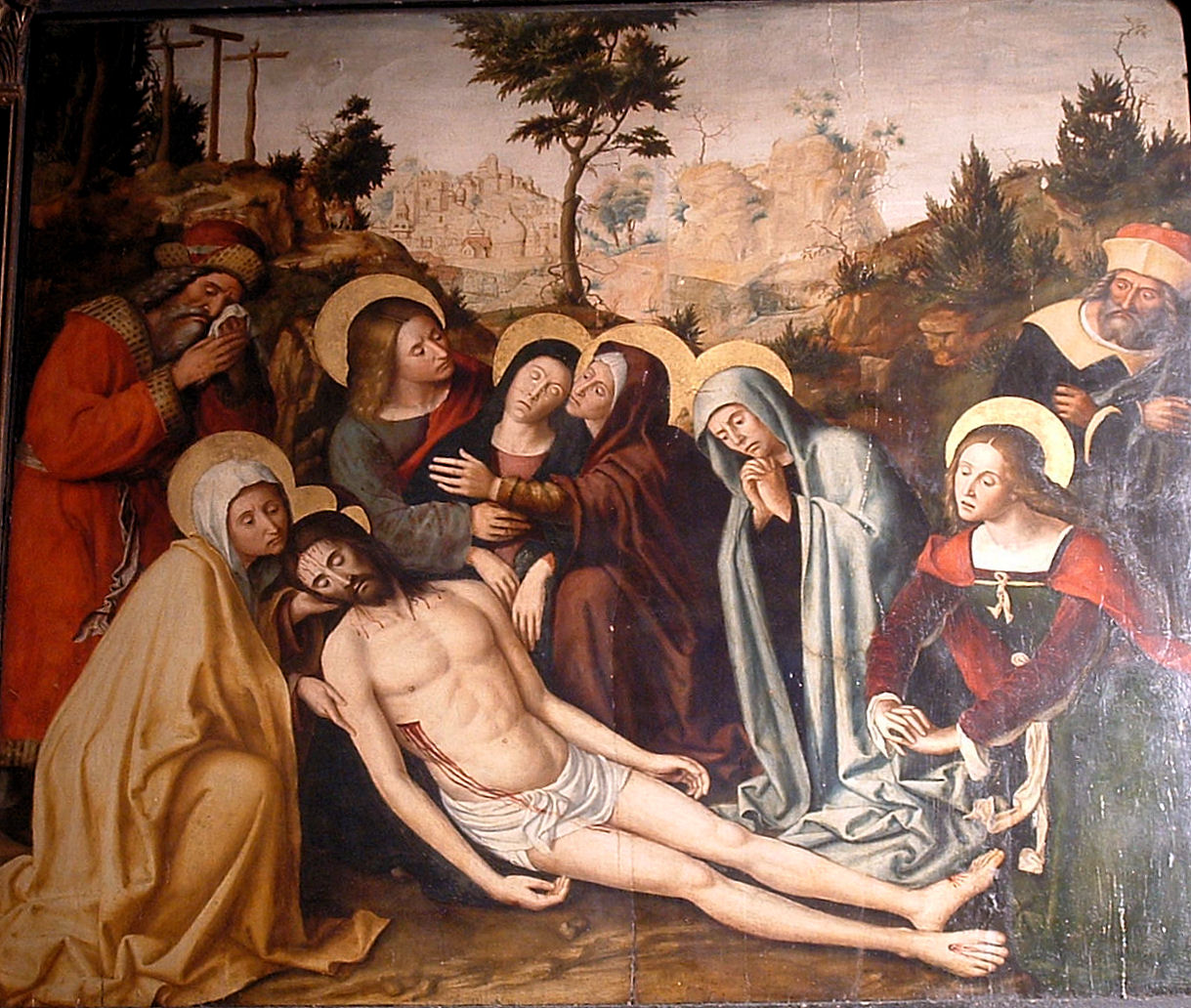
Nice - Monastère de Cimiez
Déposition de la Croix
Antoine et Louis Bréa

#### Louis ou Ludovico Bréa
Louis ou Ludovico Bréa est le fils d'un tonnelier de Nice, d'une famille originaire de Montalto Ligure. Il est né à Nice vers 1450 et est mort à Nice en 1523.
On connaît, exécutés par lui avec certitude, quatorze retables et une dizaine d'autres qui lui sont attribués ainsi qu'un nombre important de peintures religieuses se trouvant dans des églises et des musées :
- 1475 - Piétà dans le monastère de Cimiez, à Nice
- 1481 - Crucifixion, dans la Galleria del Palazzo Bianco, Gênes,
- 1483 - Ascension dans la Galleria Durazzo Giustiniani, à Gênes,
- Vers 1483-1488 - Vierge de la Miséricorde, dans le couvent des Dominicains de Taggia,
- 1485 - Vierge de la Miséricorde de la chapelle de la Miséricorde, à Nice
- 1488 - Retable de sainte Catherine, dans le couvent des Dominicains de Taggia,
- 1490 - Polyptyque de sainte Catherine ou de Giuliano della Rovere, peint avec Vincenzo Foppa, pour le maître autel de la cathédrale de Savone,
- 1494 - Madone à l'Enfant au Musée des beaux-arts de Göteborg,
- 1494 - Annonciation, dans le couvent des Dominicains de Taggia,
- 1495 -  Baptême du Christ, dans le couvent des Dominicains de Taggia,
- 1499 - Annonciation dans l'église de Lieuche,
- Polyptyque de sainte Marguerite, provenant de l'église de Lucéram, au musée des Beaux-Arts de Nice,
- Retable de saint Nicolas, dans la cathédrale de Monaco,
- 1505 - Piétà du curé Teste dans la cathédrale de Monaco,
- 1505 - Retable de la Vierge du Roaire de l'église de Biot,
- Notre-Dame du Rosaire dans l'ancienne cathédrale d'Antibes,
- 1512 - Crucifixion, dans monastère de Cimiez, commandée par la famille Grimaldi de Bueil,
- 1512 - Pala di Ognissanti, dans l'église du couvent dominicain de Sancta-Maria-di-Castello, à Gênes,
- 1513 - Triptyque de la Notre-Dame-du-Rosaire dans le couvent des Dominicains de Taggia,
- Polyptyque de sainte Dévôte à Dolceacqua

Attributions :
- vers 1500 - Retable de saint Jacques dans l'église Saint-Jacques-le-Majeur, au Bar-sur-Loup,
- 1500 - Piétà de l'église Saint-Augustin-Saint-Martin de Nice
- 1501 - Retable de la Vierge à l'Enfant dans l'église Saint-Jean-Baptiste, à Les Arcs-sur-Argens,
- 1501 - Retable de la Vierge à l'Enfant dans la collégiale Saint-Pierre-aux-liens, à Six-Fours,
- 1505 - Retable de sainte Marguerite, dans l'église de Lucéram,
- vers 1510-1515 - retable de la Vierge du Rosire dans l'église Notre-Dame-de-l'Assomption, à Briançonnet,
- 1515 - Déposition de la Croix du monastère de Cimiez de Nice, peut-être réalisé avec son frère Antoine Bréa
- 1516 - Polyptyque de saint Georges  l'église paroissiale de Montalto Ligure,
- Retable de saint Honorat, dans la cathédrale de Grasse
- Retable de saint Jean Baptiste, dans l'église Sainte-Marie-Madeleine, à Coursegoules.

Louis Bréa est à la jonction entre deux styles : celui de la fin du Moyen Âge et de l'école d'Avignon et celui de la Renaissance avec l'école ligure. Il a souvent conservé la forme du retable pour complaire aux demandes de ses clients routiniers, mais après 1510, après avoir travaillé aux côtés de Vincenzo Foppa, Ambrogio Borgognone, les peintres génois Giovanni da Barbagelata et Lorenzo Fasolo (Pavie, 1463 – Gênes, 1518) il a adopté le style de la Renaissance ligure et donné aux figures une grande sérénité.

#### Antoine Bréa

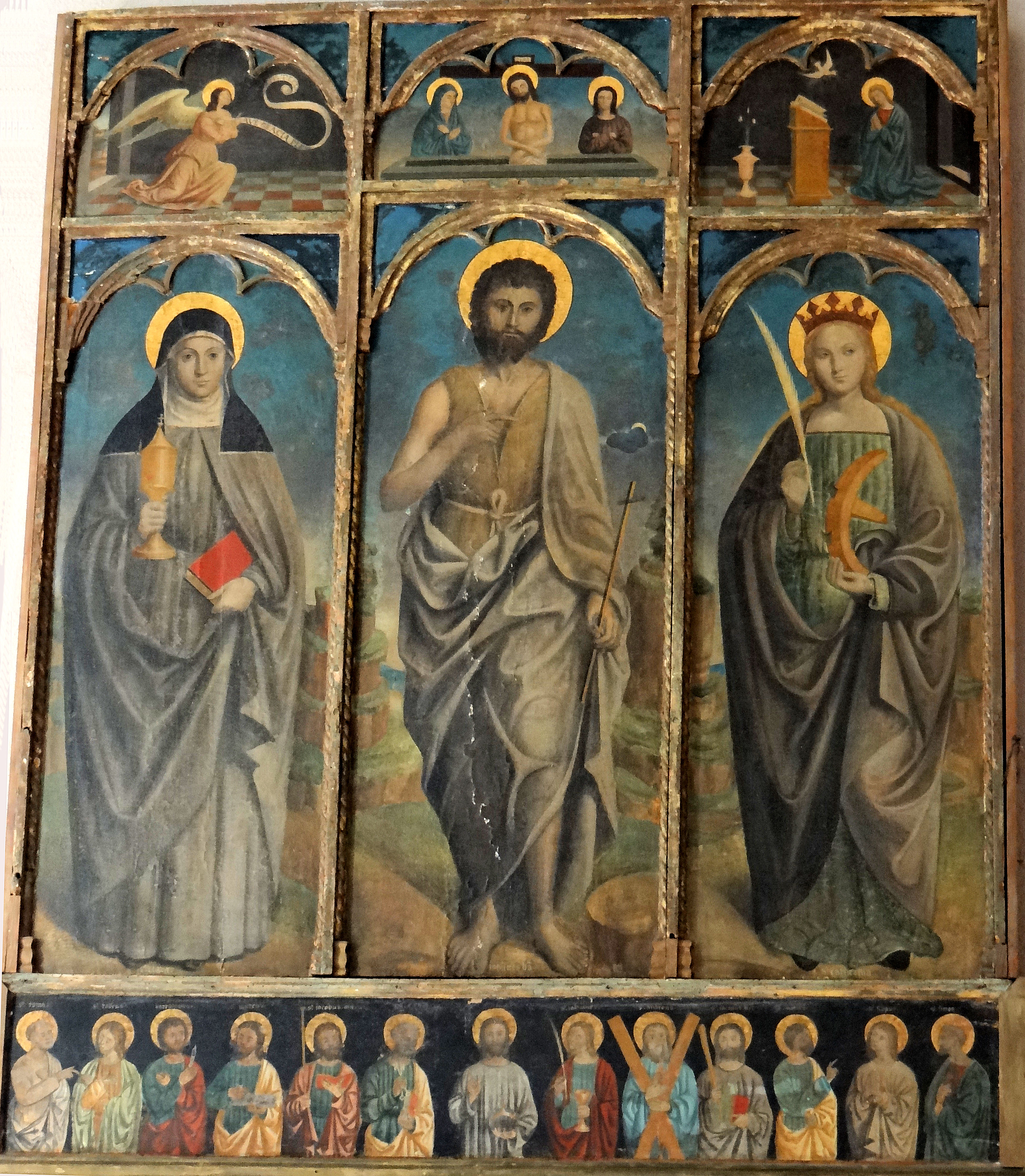
Retable de saint Jean-Baptiste dans l'église de Bonson

Antoine Bréa, frère de Louis ou Ludovic Bréa. Il est mort en 1527

Antoine Bréa a souvent travaillé avec Antoine Ronzen. Il se peut qu'il ait été apprenti chez Antoine Ronzen ou qu'il se soit perfectionné auprès de lui.
Les peintures portant sa signature sont :
- en 1504, un panneau de Saint-Antoine, à Gênes,
- en 1516, un retable de Saint-Michel à Diano Borello, hameau de Diano Arentino,
- en 1517, un retable de Saint-Jean-Baptiste, à Bonson (Alpes-Maritimes),
- en 1518, un retable de Notre-Dame-de-Consolation à Diano Borganzo, hameau de Diano San Pietro.

Il semble qu'entre 1504 et 1516 il a exercé en Provence. En 1517, il reçoit de la Confrérie de Saint-Maur de Nice la commande d'un retable dédié à saint Maur. Jusqu'en 1520, il travaille à Marseille avec Antoine Ronzen. Il revient à Nice à partir de 1520 où il continue à travailler avec Antoine Ronzen. Il a peut-être peint avec lui le retable de Villars-sur-Var. Il a peut-être peint avec son frère le tableau de la Déposition de Croix du monastère de Cimiez.

#### Pierre Bréa
Frère des précédents. Menuisier, tonnelier et peintre. On ne connaît de lui que l' Annonciation de l'église Saint-Maurice de Riva Ligure qui a été peinte pour la famille Allavena.

#### François Bréa

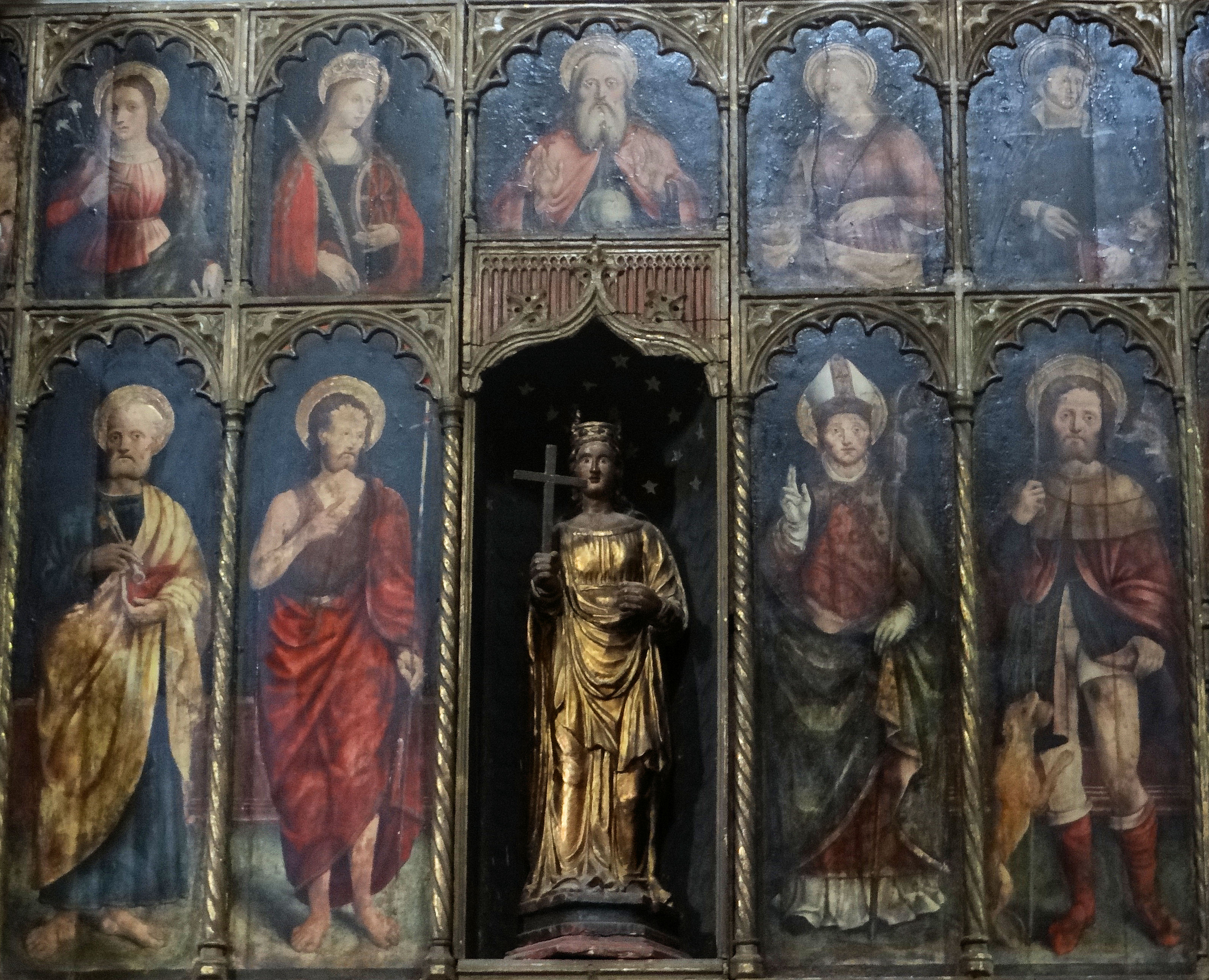
Le retable de l'église Sainte-Marie-Madeleine de Contes (vers 1550)

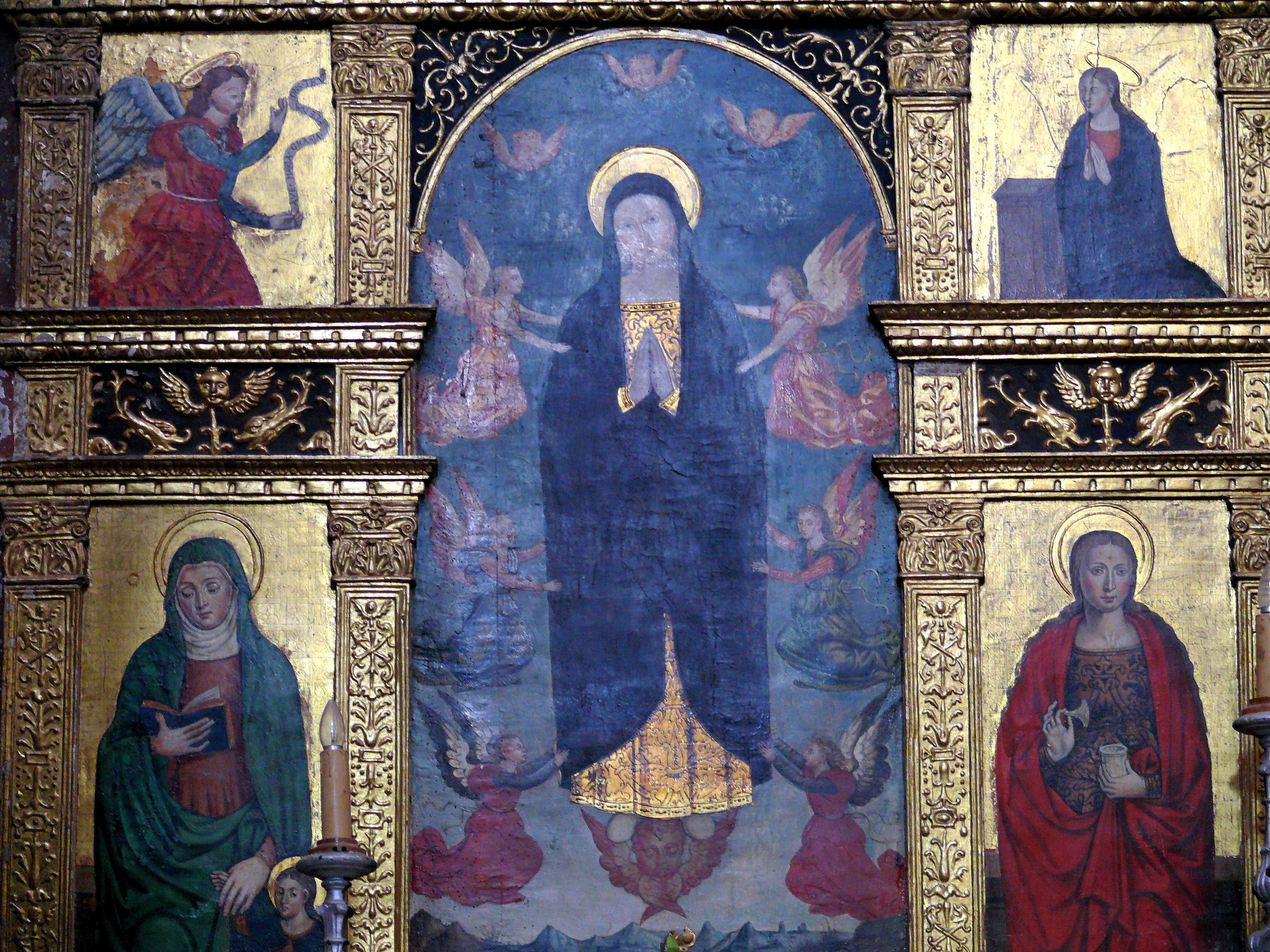
Retable de l'Assomption (1560) à Roure

François Bréa, fils d'Antoine Bréa. Il est né vers 1495, mort en 1562.

On lui attribue le retable des Cinq-plaies de Châteauneuf-d'Entraunes peint en 1524.

En 1555, il signe le retable Notre-Dame du Rosaire de l'église de Saint-Martin-d'Entraunes.

La ville de Taggia conserve plusieurs de ses œuvres dans le couvent des Dominicains.
La dernière connue qui portait sa signature, mais aujourd'hui disparue, est le retable le Baptême du Christ qu'il avait réalisé pour la Confrérie de Saint-Jean-Baptiste de Vintimille daté du 9 juillet 1562.

On lui attribue le retable de sainte Marie Madeleine de l'église du même nom à Contes, vers 1550, et le retable de l'église Saint-Laurent de Roure datant de 1560.

### Giovanni Baleison

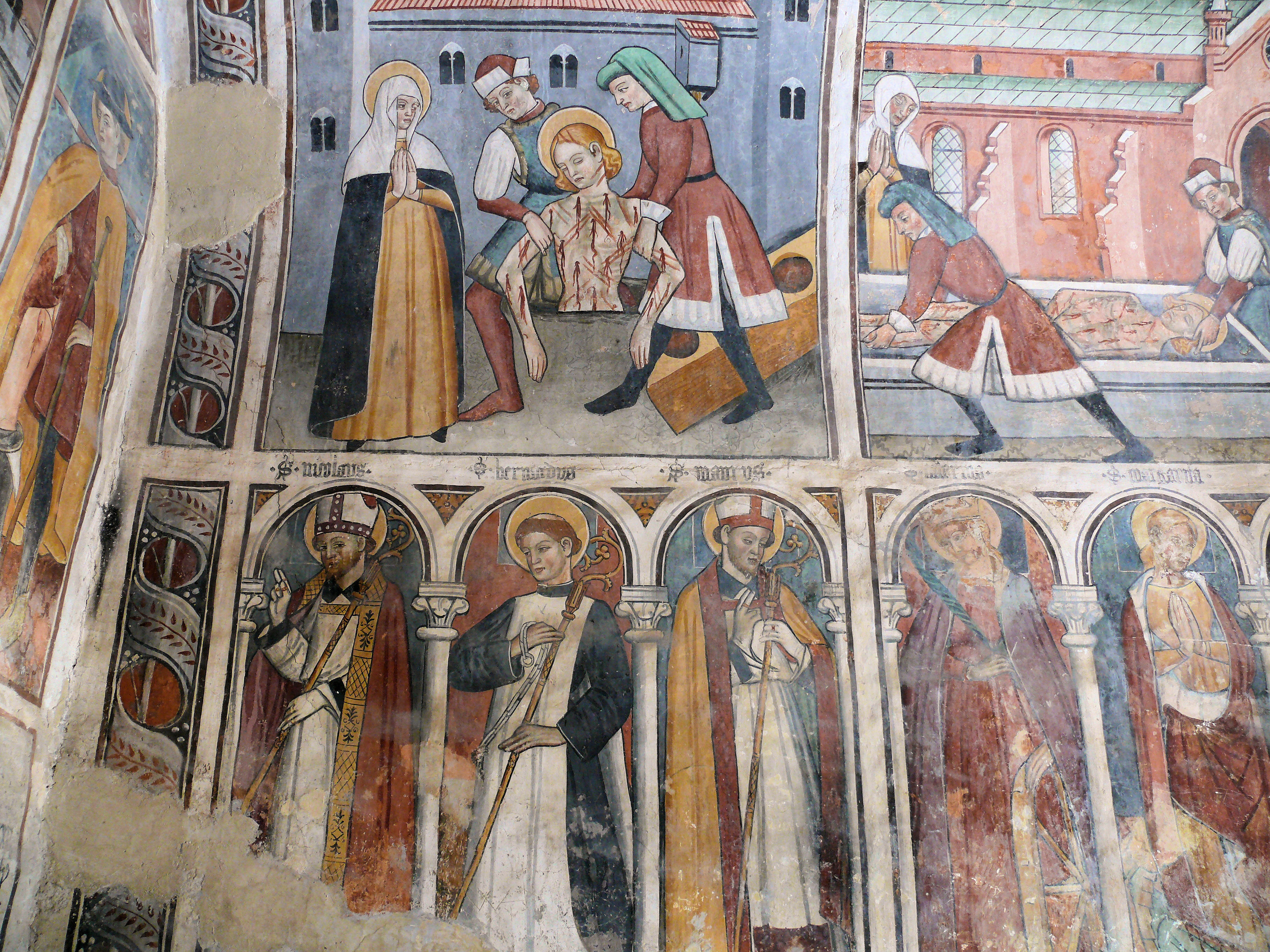
Venanson - Chapelle Sainte-Claire ou Saint-Sébastien. Peintures murales de Giovanni Baleison

### Giovanni Canavesio (ou Jean Canavese)

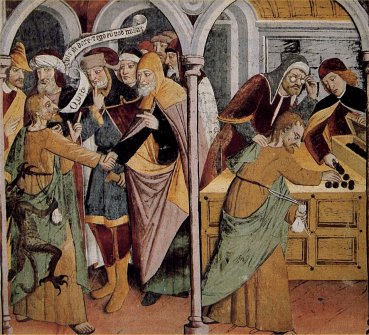
Fresque de la Chapelle Notre-Dame-des-Fontaines de la Brigue

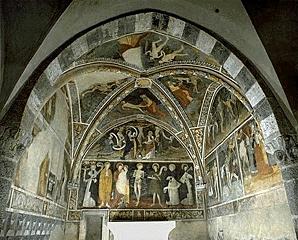
Peinture murale de la chapelle Sain-Sébastien à Saint-Étienne-de-Tinée

Giovanni Canavesio (ou Jean Canavèse) est un peintre originaire de Pignerol, né vers 1440.

Prêtre, il est affecté vers 1470-1471 à la cathédrale d'Albenga, en Ligurie. Il y a peu d'écrits concernant sa vie. Une première mention de Giovanni Canavesio et de son frère date de 1472 citant un «presbiter Johannes Canavexii» pour la réalisation d'une Vierge en Majesté.

Il a dû décorer la façade du palais épiscopal d'armoiries et la loggia de la maison communale d'un calvaire et de blasons. Il a peut-être décoré le chœur de la cathédrale.

À partir d'Albenga, Canavesio a réalisé des peintures murales, des retables et des polyptyques en Ligurie, dans les Terres neuves de Provence et dans la partie méridionale du Piémont. Il revient plusieurs fois à Pignerol.

Son œuvre la plus connue est la décoration de la chapelle Notre-Dame-des-Fontaines, à La Brigue.
- Entre 1480-1485 - Les peintures murales de la chapelle Saint-Sébastien à Saint-Étienne-de-Tinée avec Giovanni Baleison.
- 1482 - La chapelle Saint-Bernard, à Pigna
- 1482 - La décoration de la salle capitulaire du couvent dominicain de Taggia
- 1482 - Retable de saint Dominique du couvent dominicain de Taggia
- Vers 1485 - On lui attribue le polyptyque de saint Antoine, à Lucéram
- 1487 - Fresques à Virle Piemonte. On lui attribue une peinture murale extérieure de la cathédrale de Suse.
- 1492 - La chapelle Notre-Dame-des-Fontaines[35], à La Brigue avec Giovanni Baleison.
- 1495 - La chapelle Notre-Dame-des-Douleurs, à Peillon
- Fin du XVe siècle - La chapelle San Bernardino, à Triora
- 1500 - Polyptyque de saint Michel à l'église Saint-Michel, à Pigna

### Giacomo Canavesi
Giacomo Canavesi, Jacques de Canavesi, du diocèse Turin, peut-être frère de Giovanni Canavesio, résidait à Vence

Des fresques qu'il a pu réaliser, il ne reste que les peintures de la chapelle Sainte-Élisabeth située à 2 km au sud-est de Vence, commandées en 1491. Ces peintures murales sont décrites dans le contrat passé "par devant Honorat Curti, notaire de Vence, entre Jacques de Canavesi du diocèse de Turin, et Barthélemy Vitalis, clerc de l'église de Vence",.

### Antoine Aundi
Peintre originaire de Saint-Paul-de-Vence signalé entre 1513 et 1539. Il a travaillé en Provence et à Antibes. La seule œuvre signée que l'on connaisse est le retable de la Déposition de la Croix (1539) qui se trouvait dans la chapelle de l'hôpital d'Antibes, aujourd'hui déposé au musée Picasso d'Antibes. On lui attribue aussi l'Assomption de la chapelle de la Garoupe (1513). Une reproduction de sa peinture La descente de la croix est exposée dans la Chapelle Saint-Bernardin d'Antibes.

### Sébastieno ou Bastien Fuseri
Artiste peintre vivant à Fossano.

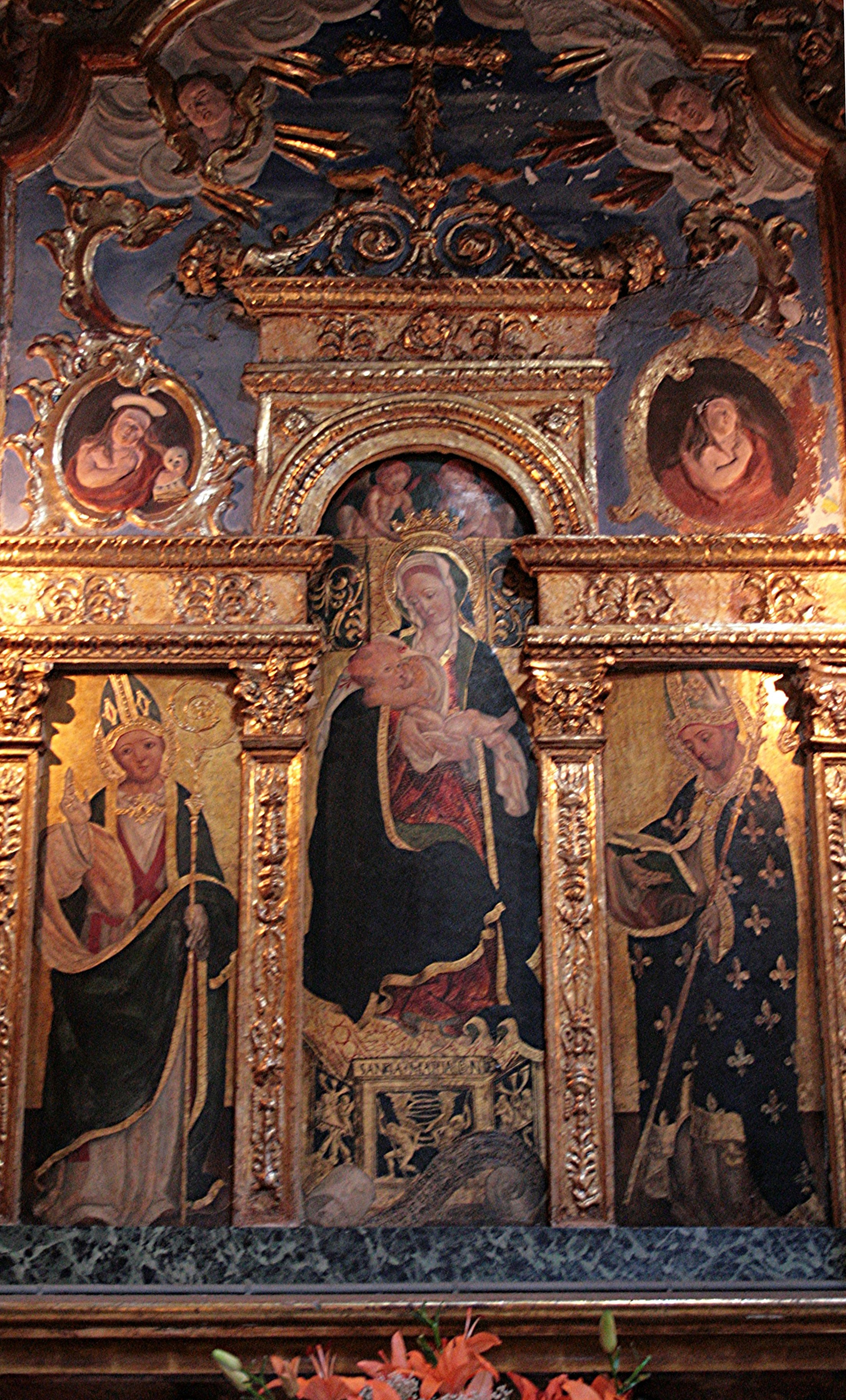
La Brigue, collégiale Saint-Martin, retable baroque, peintures de Sebastieno Fuseri

En 1503, on lui commande 260 écussons de différentes tailles pour décorer les escaliers et l'église où se sont déroulées les funérailles de Bonne de Savoie, duchesse de Milan.

En 1507, il réside dans le comté de Nice et peint pour Pierre Lescaris, co-seigneur de La Brigue, la seule œuvre connue de lui, le retable de Notre-Dame des Neiges avec saint Louis de Toulouse et saint Thomas de la collégiale Saint-Martin de La Brigue. La collégiale avait été terminée en 1501. Pour les historiens Gioffredo et Tisseand il aurait été le maître d'œuvre de cette collégiale, mais aucun document permettrait de confirmer cette affirmation.

Le 21 novembre 1518, à Fossano, la châtelain de Fossano lui verse 20£ pour des gravures de plans.

Il est mort avant le 20 février 1527, date d'un document testamentaire.

Par le contrat passé le 29 octobre 1527, on sait qu'il était marié à Jacobine et que ses deux filles, Henriette et Marie, sont mineures au décès de leur père Jean Fuseri est peut-être son frère.

### Guglielmino Fuseri
Fils de Sébastieno Fuseri. On lui attribue :
- En 1530, peintures murales de la chapelle Saint-François, à Boves
- En 1531, peintures murales de la chapelle du Bon Jésus, à San Michele Mondovi.
- En 1533 il travaille à Borgo San Dalmazzo et Coni.

### Andrea de Cella

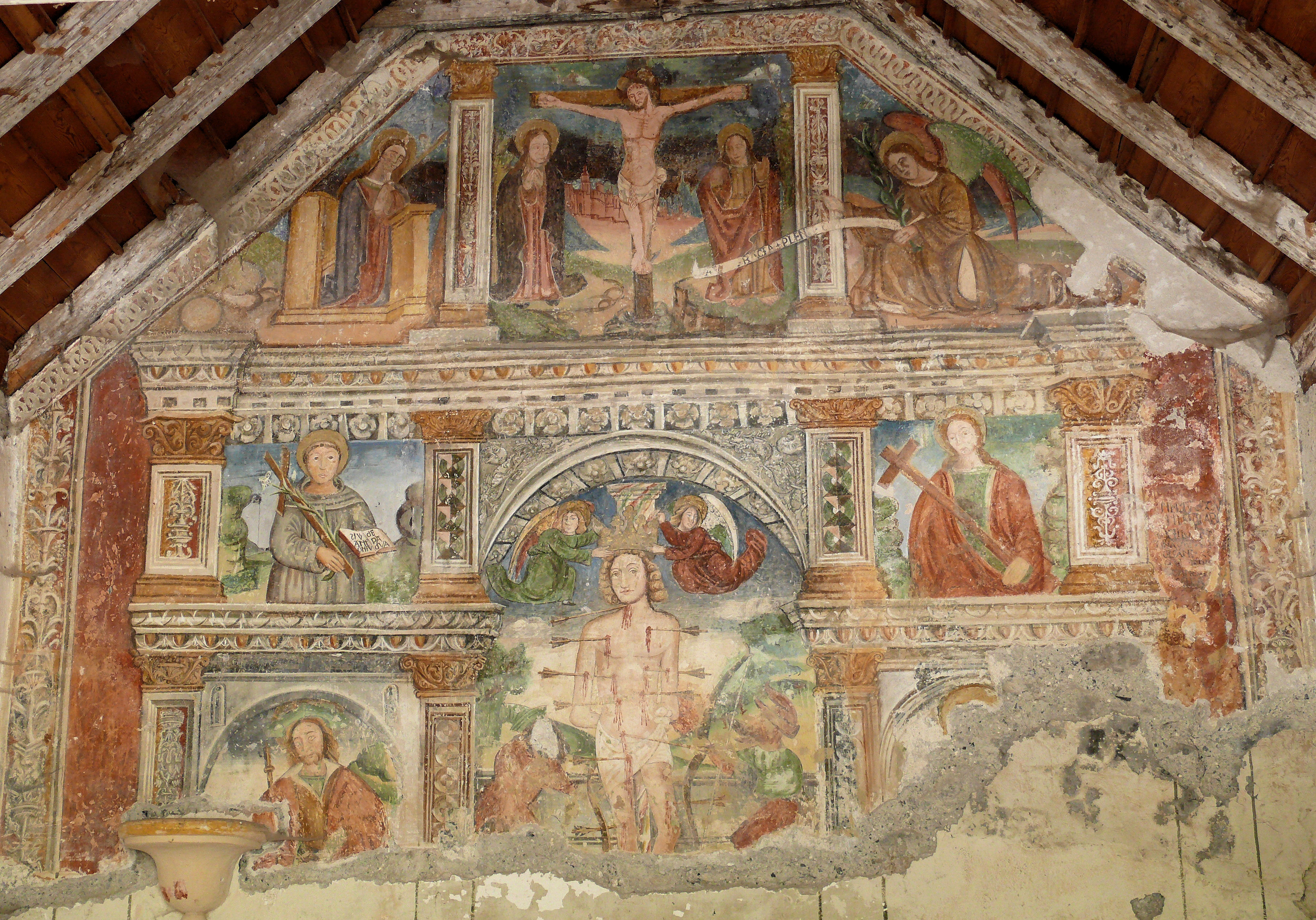
Peintures murales de la chapelle Saint-Sébastien d'Entraunes

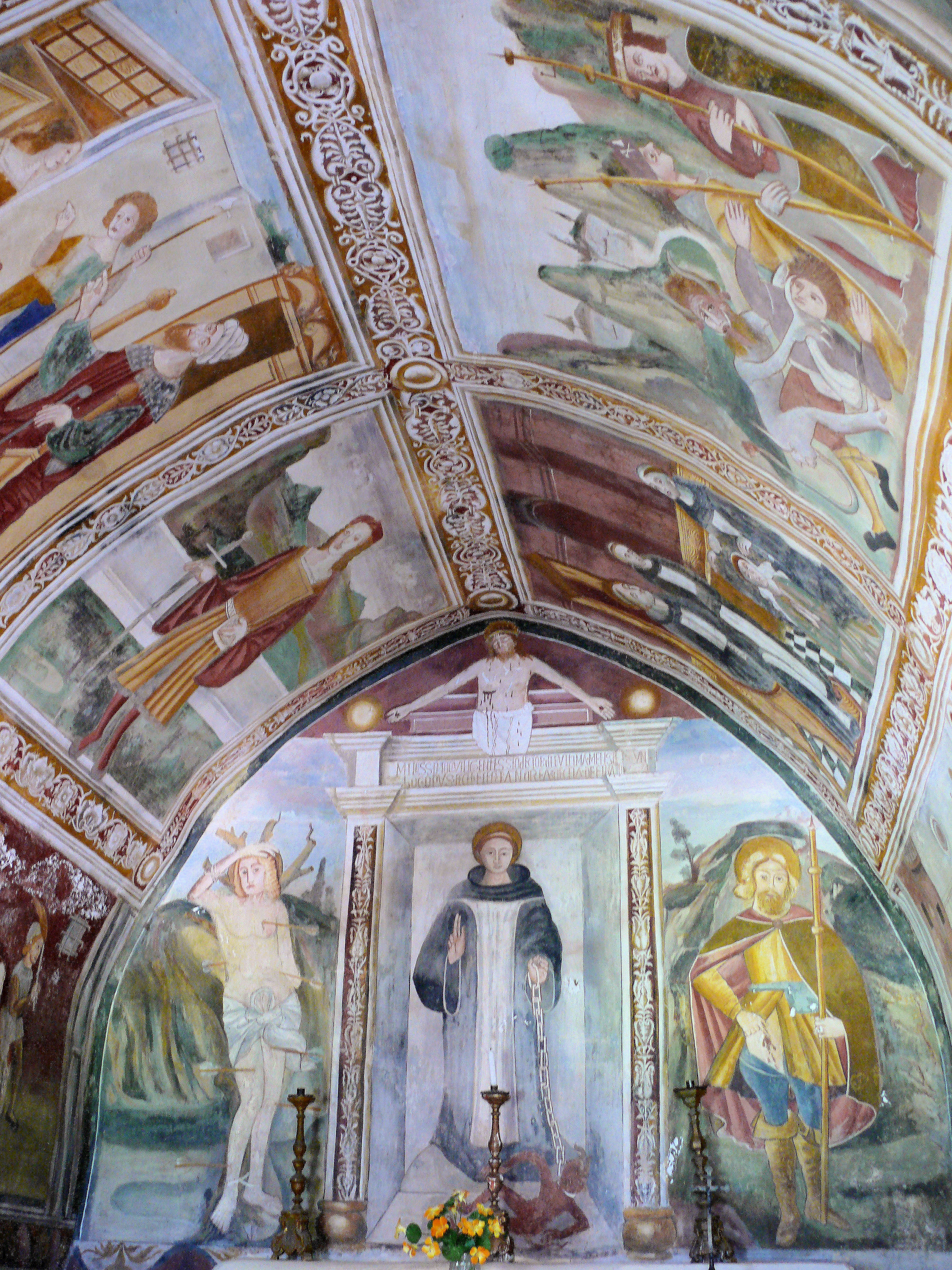
Peintures murales de la chapelle Saint-Sébastien de Roure

Andrea da/de Cella, peintre originaire de Finale Ligure, établi à Roquebrune.

Le seul texte retrouvé le concernant est un contrat passé le 12 décembre 1519 par les syndics de Mougins lui commandant un retable en l'honneur de la Vierge pour l'église de la ville. e retable a disparu

On peut lui attribuer les œuvres suivantes qu'il a signées :
- 1510, chapelle Saint-Bernard-et-Saint-Sébastien à Roure
- 1515, chapelle Saint-Michel à Clans
- 1516, chapelle Saint-Sébastien à Entraunes
- 1526, chapelle Notre-Dame-del-Bosc à La Roquette-sur-Var

On pourrait aussi lui attribuer :
- Premier quart du XVIe siècle, la chapelle Notre-Dame-de-Protection à Cagnes-sur-Mer[40]
- Avant 1518, retable de Soldano
- Vers 1550, la chapelle Saint-Maur à Saint-Étienne-de-Tinée
- Retable de saint François à l'église de l'Invention-de-la-Croix à Saint-Dalmas de Valdeblore
- Peintures murales de l'église paroissiale Saint-Michel d'Ilonse
- Retable de Saint-Étienne à Saint-Dalmas-le-Selvage.

### Curaud Brevesi et Guirard Nadal
On connaît leur appellation de maîtres niçois et le décor qu'ils ont réalisé ensemble pour la chapelle des Pénitents blancs de La Tour, en 1491.

### Antoine Ronzen

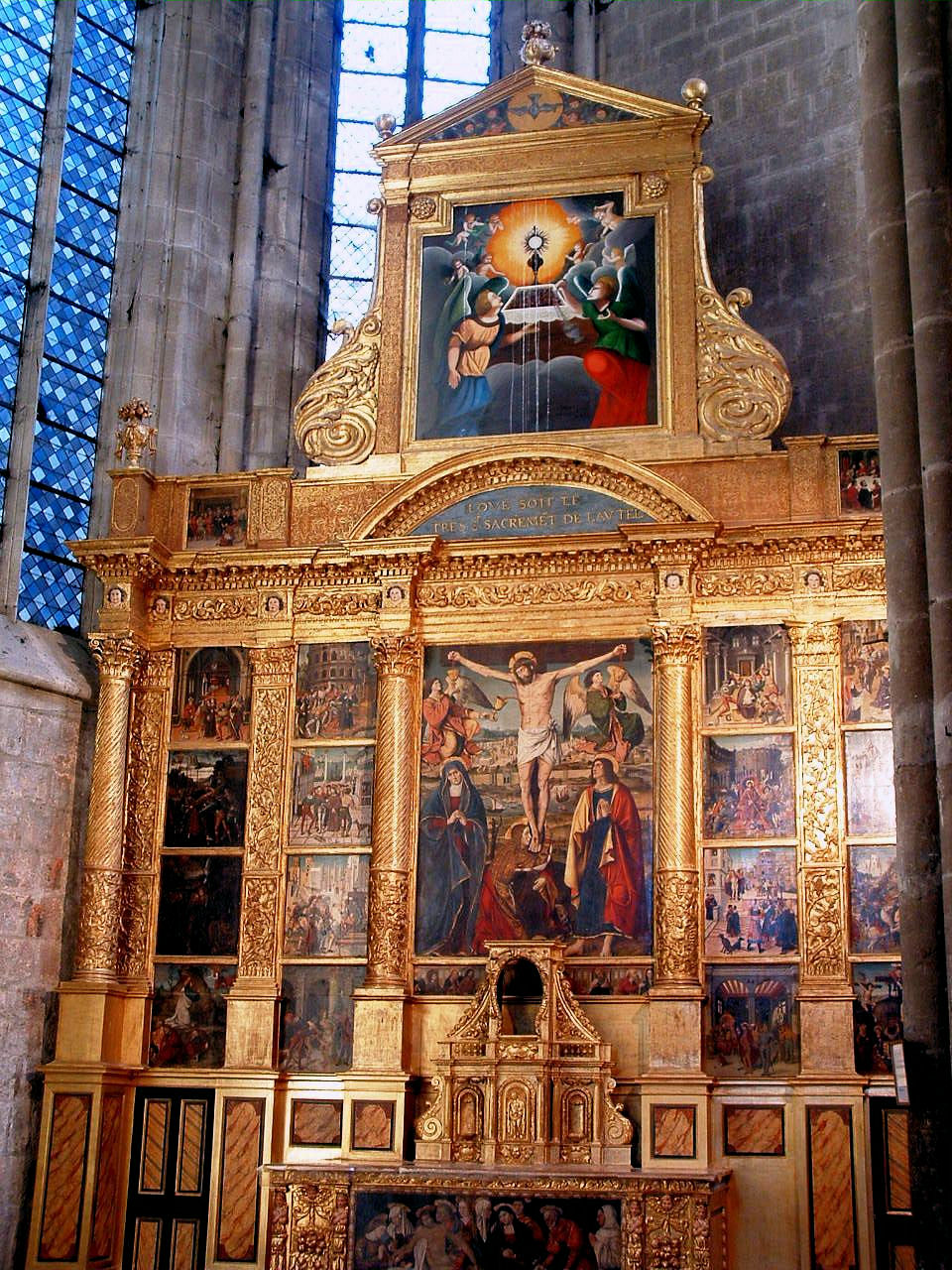
Retable de la basilique Sainte-Marie-Madeleine à Saint-Maximin-la-Sainte-Baume

Antoine Ronzen est un peintre d'origine flamande a probablement commencé sa carrière à Venise avant 1500. Il se rend ensuite à Nice vers 1500-1505 en s'établissant à Puget-Théniers en 1514.
,
On retrouve son chemin dans ses œuvres :
- en 1508, à Mimet
- entre 1508 et 1510, et 1515, à Aix-en-Provence : le 21 octobre 1509, on lui commande une bannière pour la confrérie des laboureurs d'Aix
- entre 1510 et 1513, entre 1515 et 1517, à Marseille où il collabore sur la réalisation de retables avec Antoine Bréa, par exemple, le 8 octobre 1512, le retable dédié à saint Joseph. Ils ont continué à travailler ensemble à Marseille jusqu'en 1520[43].
- en 1512 et 1513, à Cucuron : le 3 mai 1512, il promet un retable dédié à sainte Tulle pour l'église de Cucuron, et le 7 janvier 1513, un polyptyque dédié à sainte Catherine
- en 1517-1520 : polyptyque de la Passion dans la basilique Sainte-Marie-Madeleine, ancienne église des Dominicains, à Saint-Maximin-la-Sainte-Baume, commandée par Jacques de Beaune, seigneur de Semblançay, qu'il a daté du 29 mai 1520
- en 1524 : retable de Saint-Jean-Baptiste dans l'église Saint-Jean-Baptiste, à Villars-sur-Var[44]
- le 29 juillet 1525 : polyptyque de Notre-Dame-de-Bon-Secours dans l'église Notre-Dame-de-l'Assomption de Puget-Théniers

Antoine Ronzen était marié avec Honorée Luca, la fille d'un peintre de Puget-Théniers, Louis ou Ludovic Luca (décédé au moment du mariage), et y possédait des terres. En février 1514 il reçoit une terre en une vigne à Puget-Théniers en acompte de la dot impayée.

Par les lettres autographes qu'il a adressé au notaire Massatelli et au prieur de Saint-Maximin on sait qu'il parlait le provençal.

On connaît des contrats d'apprentissages en 1508 par lequel il prend comme apprenti Jean Amédée, fils d'Antoine, apothicaire à Nice. D'autres contrats sont signés en 1509 et 1515.

Le travail en commun d'Antoine Ronzen et d'Antoine Bréa sur une très longue période peut faire penser qu'Antoine Bréa a fait son apprentissage ou son perfectionnement auprès d'Antoine Ronzen.

### Stéphane Adrech
Peintre niçois qui a travaillé avec François Bréa au début de sa carrière.
- En 1533, Vierge à l'Enfant de Camporosso.

### Agostino Casanova
Peintre associé au peintre niçois Stéphane Adrech à partir de 1523. On peut voir une de ses peintures à l'église San Giovanni Battista de Montalto Ligure.
Attribution :
- Vers 1535, polyptyque de Saint-Antoine-l'Ermite dans l'église Saint-Michel-du-Gast, à Roquebillière.

### Giovanni Cambiaso
Peintre génois (1495-1579), père de Luca Cambiaso. On lui attribue :
- Fin du XVe siècle, peintures murales de la chapelle Notre-Dame-des-Grâces à Isolabona,
- Début du XVIe siècle, peintures murales de la chapelle anta Maria in Alba à Apricale qui faisait partie du comté de Nice.

### Emmanuel Macario
Peintre et prêtre à Pigna.
On lui attribue :
- En 1544, polyptyque de la Vierge à l'Enfant de la chapelle San Bartolomeo, à Apricale
- Il a aussi réalisé d'autres œuvres à Bajardo, Montalto Ligure et Molini di Triora.

### Antoine Manchello
Antoine Manchello est le fils de Raimond Manchello. Plusieurs membres de la famille sont connus à Monaco dans les années 1560.

Deux données le concernant :
- le 4 février 1562, il achète une maison avec un jardin dns la rue du Haut à Monaco,
- le 4 décembre 1564, il reçoit la commande pour le retable de saint Michel pour l'église de l'église de Menton. Le retable est terminé et signé le 1er août 1565.

### Honoré Bertone
Peintre originaire de Nice.
Il signe en 1579 le retable "Les Mystères de la Vierge" de Peille.

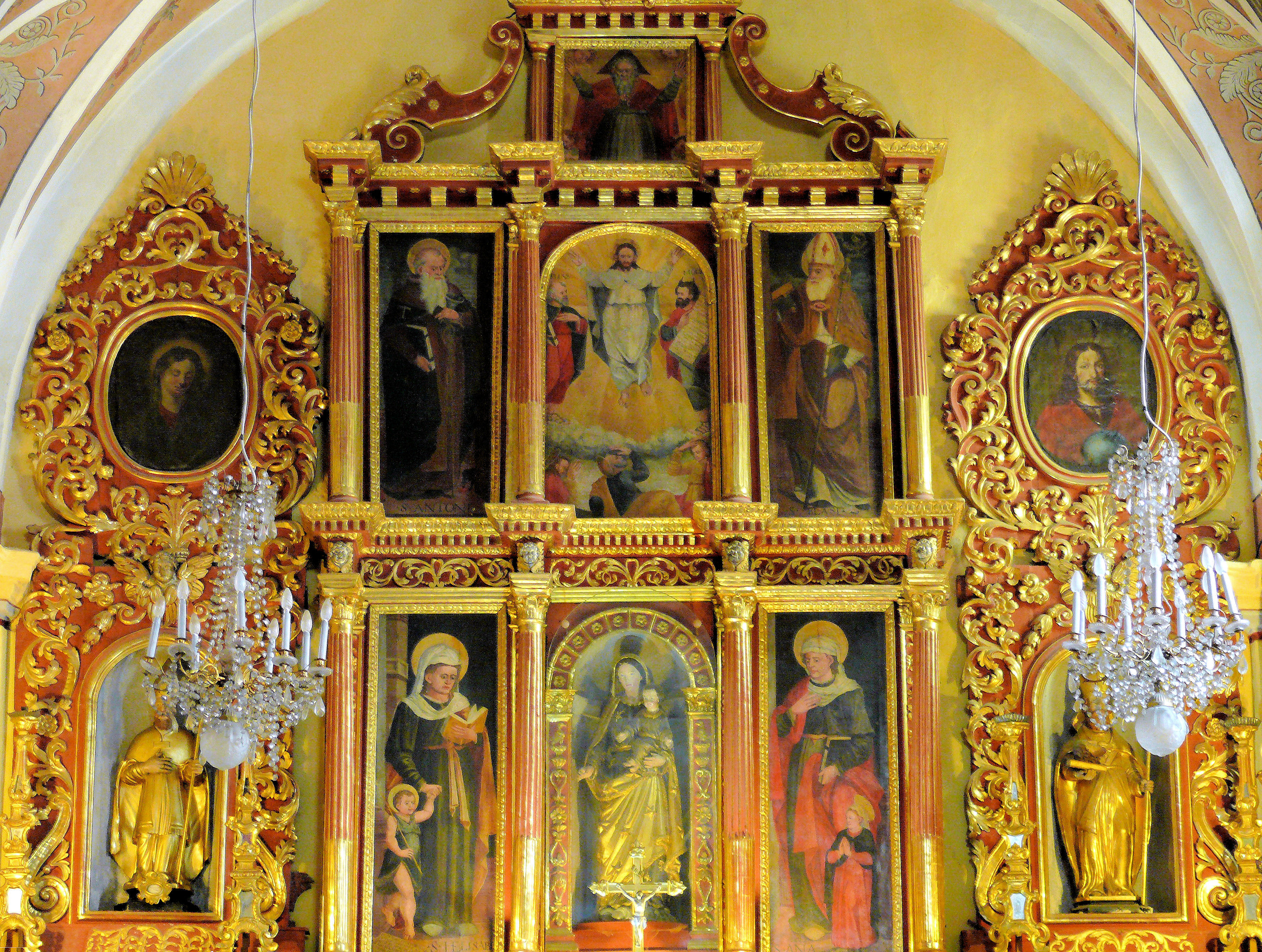
Retable de «la Transfiguration» de l'église de Saint-Sauveur-sur-Tinée

### Guillaume Planeta
Peintre originaire de Dolceacqua.
Œuvres connues :
- en 1583, le retable du maître autel de l'église de Saint-Sauveur-sur-Tinée
- en 1584, le retable du maître autel de l'église de l'Invention-de-la-Croix à Saint-Dalmas de Valdeblore.

### Œuvres anonymes

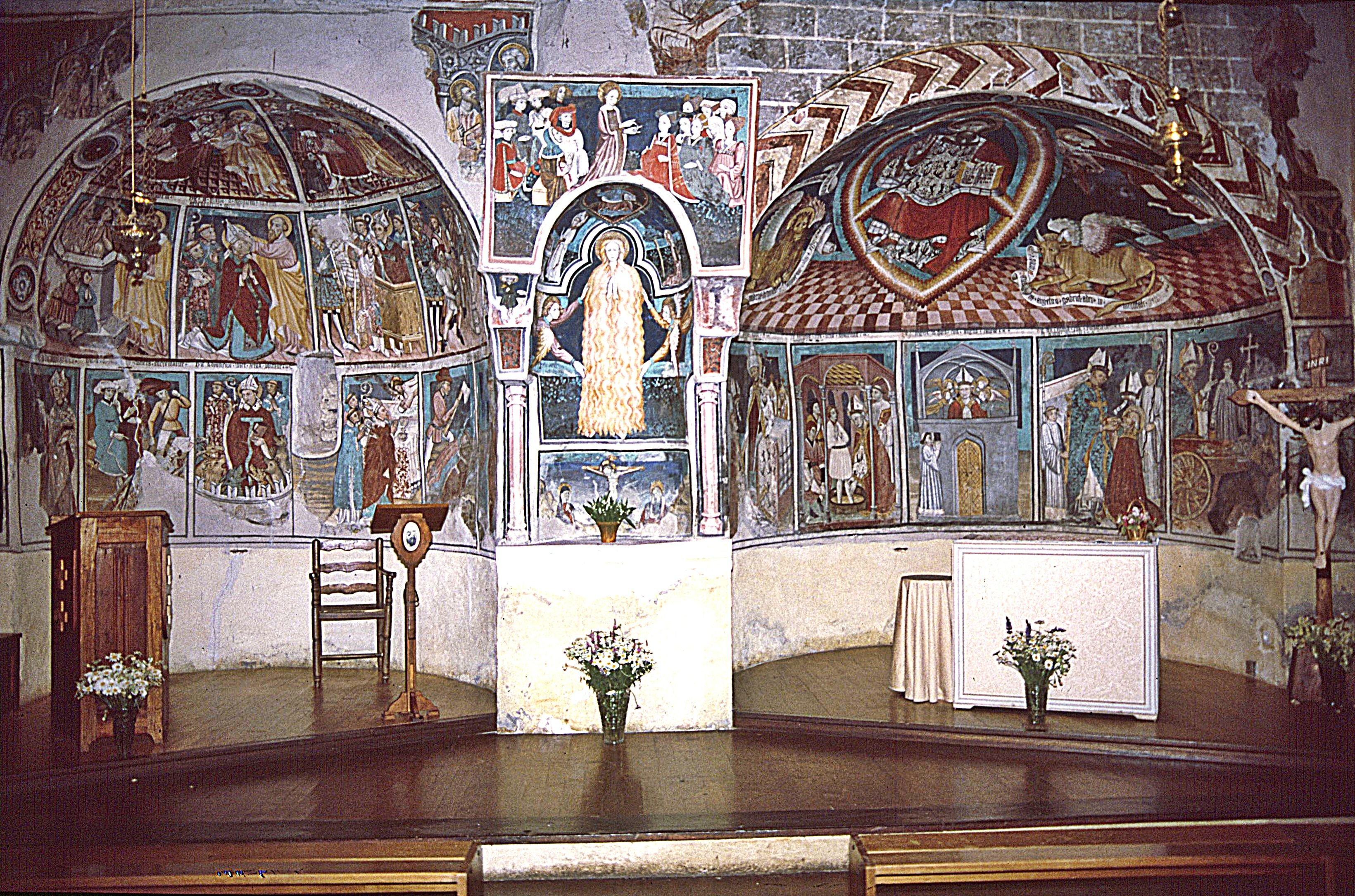
Fresques de la chapelle Saint-Érige d'Auron

La plupart des peintures murales et des retables dans les églises et les chapelles sont anonymes et leurs attributions se font par des rapprochements avec des œuvres signées.
La plus ancienne connue est celle attribuée au maître d'Auron qui a réalisé les peintures murales de la chapelle Saint-Érige d'Auron qui porte la date de 1451.